# Budapest városrészeinek listája

Budapest közigazgatási határai 2015-ben.

Ez a szócikk Budapest városrészeinek adatait mutatja a Központi Statisztikai Hivatal nyilvántartása alapján 2001-ben, az akkori népszámlálás által talált lakosságszámmal. A fővárosnak ekkor 198 hivatalosan meghatározott városrésze volt. A Fővárosi Közgyűlés 2012. december 12-én rendeletben szabályozta a városrészek neveit és határvonalait; ennek nyomán Budapestnek ma 203 városrésze van.

## A 2012-es átrendezés
A Fővárosi Közgyűlés 2012. december 12-én új rendeletben szabályozta a városrészek nevét és területét, így Budapestnek jelenleg 203 városrésze van.
Józsefváros városrészből még 2007-ben kivált Palotanegyed, mielőtt 2012-ben a következő részekre (negyedekre) darabolták: Népszínháznegyed, Csarnoknegyed, Magdolnanegyed, Corvin-negyed, Losoncinegyed, Orczynegyed, Századosnegyed és Ganznegyed.
A IX. kerületben megszűnt Ferencváros és Gubacsidűlő, helyettük három új, név szerint Belső-, Középső- és Külső-Ferencváros lett.
Ezeken kívül még a III. kerületet érintette jelentősen az átszervezés, megszűnt Mátyáshegy, Remetehegy, Táborhegy, Testvérhegy, Ürömhegy és Törökkő, lett helyettük Aranyhegy-Ürömhegy-Péterhegy, illetve Óbuda hegyvidéke, valamint megszűnt Filatorigát városrészi mivolta is. Egy nagymértékű ingatlanberuházás nyomán új városrész is született Harsánylejtő elnevezéssel, leválasztva a Csúcshegyből a Testvérhegy felőli oldal korábban teljesen beépítetlen területét. Ezeken kívül szinte az összes városrész kiterjedése megváltozott.
A XVIII. kerületben az Alacskai úti lakótelep új nevet kapott: Krepuska Géza-telep, valamint született egy új is a történelmi Pestszentimre területén, az ottani városrészek egyes részeiből összeállított Pestszentimre városrész.

## A városrészek listája a 2012-es átrendezés után
| #   | Név                          | Kerület                        | Lakosság (2001) | Megjegyzés | Területi lehatárolás |
| --- | ---------------------------- | ------------------------------ | --------------- | --- | --- |
| 1   | Adyliget                     | Budapest II. kerülete          | 856             | | Rézsű utca 82. számú telek (50860 helyrajzi szám) északnyugati oldalától-Rézsű utca-Nagykovácsi út-Feketefej utca-a főváros határa a Rézsű utca 82. számú telek (50860 helyrajzi szám) északnyugati oldaláig. 1950 előtt Nagykovácsi része volt. |
| 2   | Akadémiaújtelep              | Budapest XVII. kerülete        | 2895            | | Pesti út a X. és XVII. kerület közigazgatási határától-513. utca-a MÁV ecseri vonala-a X. és XVII. kerület közigazgatási határa a Pesti útig. |
| 3   | Albertfalva                  | Budapest XI. kerülete          | 11 845          | | Kondorosi út a Solt utcától-Duna folyam-Hosszúréti-patak-MÁV pécsi vonala-Solt utca a Kondorosi útig. |
| 4   | Almáskert                    | Budapest XVIII. kerülete       | —               | | 145111/2091 és 145111/386 hrsz.-ú névtelen közterület-Alacskai út-Ganz Ábrahám utca-Kerékkötő út-a főváros közigazgatási határa-Határ utca 145111/2091 és 145111/386 hrsz.-ú névtelen közterületig. |
| 5   | Alsórákos                    | Budapest XIV. kerülete         | 29 023          | | Madridi utca a Szent László úttól-MÁV Körvasút-Vezseny utca-Vazul utca-Körvasút sor-Szolnoki út-Kerepesi út -Rákos-patak-Füredi utca-Nagy Lajos király útja-Teleki Blanka utca-Szegedi út-Tatai utca-Kámfor utca-Szent László út a Madridi utcáig. |
| 6   | Angyalföld                   | Budapest XIII. kerülete        | 62 006          | | A MÁV esztergomi vonala a Duna folyamtól-Újpalotai út-Dugonics utca-Madridi utca-Szent László út-Kámfor utca-Tatai utca-Szegedi út-Dévényi utca-Vágány utca-a MÁV váci vonala a Bulcsú utcai vasúti aluljáróig-Bulcsú utca-Lehel utca-Lehel tér keleti és nyugati oldala-Váci út-Meder utca-Duna folyam a MÁV esztergomi vonaláig. |
| 7   | Aquincum                     | Budapest III. kerülete         | 761             | 2012. december 12-én területe megnőtt | Duna folyam-Bogdáni út-Szentendrei út-Kazal utca-Huszti út folytatása északi irányba a Zsófia utcáig-Zsófia utca-23215 hrsz.-ú ingatlan déli telekhatára-23152/45 hrsz.-ú ingatlan északkeleti telekhatára a Péter utcáig-Péter utca meghosszabbítása déli irányban a vasútvonalig-vasútvonal. |
| 8   | Aranyhegy-Ürömhegy-Péterhegy | Budapest III. kerülete         |                 | Aranyhegy és Ürömhegy egyesítéséből és bővítéséből alakult 2012. december 12-én                                                          | Budapest közigazgatási határa-Bécsi út-Aranyvölgy utca-Aranyhegyi út-Pusztakúti út a Pusztakúti közig-Pusztakúti köz meghosszabbítása a Héthalom utcáig-névtelen közterület (22890/2 hrsz.) - 22374/1 hrsz.-ú ingatlan keleti telekhatára Budapest közigazgatási határáig |
| 9   | Árpádföld                    | Budapest XVI. kerülete         | 6186            | | Budapest közigazgatási határa a Csömöri úttól-Budapesti út-Szlovák út-Csömöri út a Budapest közigazgatási határáig. |
| 10  | Baross Gábor-telep           | Budapest XXII. kerülete        | 3016            | | Szabadkai utca a Kamaraerdei úttól-Csiperke utca-Klauzál Gábor utca-XI. utca és meghosszabbított vonala-Rózsakert utca-Minta utca-Dózsa György út-a főváros határa-Kamaraerdei út és meghosszabbított vonala a Szabadkai útig. |
| 11  | Békásmegyer                  | Budapest III. kerülete         | 38 169          | 2012. december 12-én hegyvidéki kiterjedése csökkent Csillaghegy javára                                                                  | Budapest közigazgatási határa-Duna folyam a Pünkösdfürdő utcáig-Pünkösdfürdő utca-Árpád utca-Ipartelep utca-Szent István utca-Madzsar József utca-Hollós Korvin Lajos utca-Dózsa György utca-65536 hrsz.-ú közterület-Rókavár utca-Márton köz-Hegyláb utca-64869/4, 64871/4, 64876/1, 64879 hrsz.-ú ingatlanok déli telekhatára-Tamás utca-65164 hrsz.-ú ingatlan délnyugati, majd nyugati telekhatára-65163 hrsz.-ú ingatlan nyugati telekhatára és északkeleti telekhatárának meghosszabbítása Budapest közigazgatási határáig. |
| 12  | Bélatelep                    | Budapest XVIII. kerülete       | 1285            | | A XVII. és XVIII. kerület határa a Tünde utcától-Csévéző utca-a MÁV szolnoki vonala-Tünde utca a XVII. és XVIII. kerület határáig. |
| 13  | Belső-Ferencváros            | Budapest IX. kerülete          |                 | 2012. december 12-én alakult | Kálvin tér-Üllői út-Ferenc körút-Boráros tér-Duna folyam-Fővám tér-Vámház körút. |
| 14  | Belsőmajor                   | Budapest XVIII. kerülete       | 1687            | | A MÁV lajosmizsei vonala a Dózsa György utcától-a főváros határa-a XVIII. és XXIII. kerület közigazgatási határa-Dózsa György utca a MÁV lajosmizsei vonaláig. |
| 15  | Belváros                     | Budapest V. kerülete           | 12 244          | | Vigadó tér déli oldala-Deák Ferenc utca-Deák Ferenc tér déli oldala-Károly körút-Múzeum körút-Vámház körút és meghosszabbított tengelye-Duna folyam a Vigadó tér déli oldaláig. |
| 16  | Bókaytelep                   | Budapest XVIII. kerülete       | 5093            | | Üllői út a Bartók Lajos utcától-Dalmady Győző utca-Wlassics Gyula utca-Madarász utca-Bókay Árpád utca-Garay utca-Varjú utca-Fürst Sándor utca-Sallai Imre utca-Margó Tivadar utca-Bartók Lajos utca az Üllői útig. |
| 17  | Budafok                      | Budapest XXII. kerülete        | 26 782          | | Ringló út a Horogszegi határsortól-Méhész utca-a MÁV érdi vonala-Hosszúréti-patak-Duna folyam (a Háros-sziget és a Hunyadi-sziget is)-Háros utca-Vöröskúti határsor-Horogszegi határsor a Ringló útig. |
| 18  | Budakeszierdő                | Budapest II. és XII. kerülete  | 329             | | Az Üdülő útra futó turistaút a főváros határától-Üdülő út-Szép Juhászné út-Budakeszi út a Szép Juhászné út elágazásától délnyugatra futó turistaút a Jánoshegyi út legészakibb kanyarjáig-Jánoshegyi út-Konkoly-Thege Miklós út-a Csillebérci Gyermek- és Ifjúsági Központ és a Központi Fizikai Kutatóintézet északi és nyugati kerítése-Konkoly-Thege Miklós út a főváros határa az Üdülő útra futó turistaútig. Névadója Budakeszi, eredetileg ennek a városnak a része volt. |
| 19  | Budaliget                    | Budapest II. kerülete          | 2448            | | Hidegkúti út a főváros határától-Máriaremetei út-Hímes utca-a Tátra utca északnyugati oldalán fekvő telkek északnyugati oldalát összekötő vonal-a főváros határa a Hidegkúti útig. |
| 20  | Budatétény                   | Budapest XXII. kerülete        | 10 705          | | Háros út a Balatoni úttól-Kis-Duna partja-Növény utca-Nagytétényi út-Rózsakert utca-XI. utca és meghosszabbított vonala-Klauzál Gábor utca-Csiperke utca-Szabadkai utcai-Kamaraerdei út a Balatoni útig. |
| 21  | Cinkota                      | Budapest XVI. kerülete         | 6587            | | Budapest közigazgatási határa a Budapesti úttól északkeletnek, majd délkeletnek, majd délnyugatnak futva-X., XVI., XVII. kerületi hármashatár-Forrásmajori dűlő-Zsemlékes út-Nógrádverőce utca-Sarjú út-Budapesti út meghosszabbított vonala-Budapesti út. |
| 22  | Corvin-negyed                | Budapest VIII. kerülete        |                 | 2012. december 21-én alakult | József körút-Baross utca-Horváth Mihály tér északi oldala-Baross utca-Leonardo da Vinci utca-Práter utca-Szigony utca-Üllői út. |
| 23  | Csarnoknegyed                | Budapest VIII. kerülete        |                 | 2012. december 21-én alakult | József körút-Népszínház utca-Nagy Fuvaros utca-Mátyás tér nyugati oldala-Koszorú utca-Baross utca-Horváth Mihály tér északi oldala-Baross utca. |
| 24  | Csatárka                     | Budapest II. kerülete          | 1666            | | Látóhegyi út a Görgényi úttól-Glück Frigyes út-Verecke lépcső-Verecke út-Szalamandra út-Zöldkert út-Csatárka út-Törökvész út-Görgényi út a Látóhegyi útig. |
| 25  | Csepel-Belváros              | Budapest XXI. kerülete         | 10 461          | | Ady Endre út a II. Rákóczi Ferenc úttól-Táncsics Mihály utca-Szent István út-II. Rákóczi Ferenc út az Ady Endre útig. |
| 26  | Csepel-Csillagtelep          | Budapest XXI. kerülete         | 18 527          | 2012. december 12-ig Csillagtelep | Völgy utca meghosszabbított vonala és a Völgy utca a II. Rákóczi Ferenc úttól-Festő utca-Erdősor utca-Szabadság utca-Plútó utca-Csepeli út-II. Rákóczi Ferenc út a Völgy utca meghosszabbított vonaláig. |
| 27  | Csepel-Erdőalja              | Budapest XXI. kerülete         | 3430            | 2012. december 12-ig Erdőalja | Szent István út a II. Rákóczi Ferenc úttól-Erdőalja út-Völgy utca és meghosszabbított vonala-II. Rákóczi Ferenc út a Szent István útig. |
| 28  | Csepel-Erdősor               | Budapest XXI. kerülete         | 9992            | 2012. december 12-ig Erdősor | Szentmiklósi út a Festő utcától-Tihanyi utca-a főváros határa-4076. dűlőút-Plútó utca-Szabadság utca-Erdősor utca-Festő utca a Szentmiklósi útig. |
| 29  | Csepel-Gyártelep             | Budapest XXI. kerülete         | 2403            | 2012. december 12-ig Gyártelep | Budafoki út a Duna folyamtól-II. Rákóczi Ferenc út-Vas Gereben utca-Rév utca-Rózsa utca-Duna folyam a Budafoki útig. |
| 30  | Csepel-Háros                 | Budapest XXI. kerülete         | 1653            | 2012. december 12-ig Háros | Fácánhegyi utca meghosszabbított vonala és a Fácánhegyi utca a Duna folyamtól-II. Rákóczi Ferenc út-Csepeli út-Plútó utca-4076. dűlőút-a főváros határa-a Duna folyam a Fácánhegyi utcáig. |
| 31  | Csepel-Kertváros             | Budapest XXI. kerülete         | 5745            | | Vágóhíd utca a Táncsics Mihály utcától-Kassai köz-Katona József utca-Szatmári utca-Makád utca-Kikötő utca-Széchenyi István utca és meghosszabbított vonala-Ráckevei (Soroksári)-Duna-Határ utca-Kolozsvári utca-Szebeni utca-Szent István út-Táncsics Mihály utca a Vágóhíd utcáig. |
| 32  | Csepel-Királyerdő            | Budapest XXI. kerülete         | 15 917          | 2012. december 12-ig Királyerdő | Szebeni utca a Szent István úttól-Kolozsvári utca-Határ utca-Ráckevei (Soroksári)-Duna-Királyerdő út-Tihanyi utca-Szentmiklósi út-Völgy utca-Erdőalja út-Szent István út a Szebeni utcáig. |
| 33  | Csepel-Királymajor           | Budapest XXI. kerülete         | 3589            | 2012. december 12-ig Királymajor | Vágóhíd utca és meghosszabbított vonala a Kassai köztől-Ráckevei (Soroksári)-Duna-Széchenyi István utca meghosszabbított vonala és a Széchenyi István utca-Kikötő utca-Makád utca-Szatmári utca-Katona József utca-Kassai köz a Vágóhíd utcáig. |
| 34  | Csepel-Ófalu                 | Budapest XXI. kerülete         | 913             | | Fővárosi Közgyűlés 1991. (IV. 25.) 476. számú határozat Petróleum utca a Duna folyamtól-a Kossuth Lajos utca-Ady Endre út-Budafoki út-Duna folyam a Budafoki útig. |
| 35  | Csepel-Rózsadomb             | Budapest XXI. kerülete         | 777             | | Rózsa utca a Duna folyamtól-Rév utca-Vas Gereben utca-II. Rákóczi Ferenc út-a Fácánhegyi utca és meghosszabbított vonala-Duna folyam a Rózsa utcáig. |
| 36  | Csepel-Szabótelep            | Budapest XXI. kerülete         | 7485            | | Bolgárkertész-öböl déli oldalának meghosszabbított vonala a Weiss Manfréd úttól és a Bolgárkertész-öböl déli oldala-Ráckevei (Soroksári)-Duna-Vágóhíd utca meghosszabbított vonala és a Vágóhíd utca-Táncsics Mihály utca-Ady Endre út-Kossuth Lajos utca-Weiss Manfréd út a Bolgárkertész-öböl déli oldalának meghosszabbított vonaláig. |
| 37  | Csepel-Szigetcsúcs           | Budapest XXI. kerülete         | 90              | 2012. december 12-ig Szigetcsúcs | Ráckevei (Soroksári)-Duna a Kvassay hídtól-Bolgárkertész-öböl és meghosszabbított vonala-Weiss Manfréd út-Petróleum utca-Duna folyam a Kvassay hídig. |
| 38  | Csillaghegy                  | Budapest III. kerülete         | 10 748          | | Duna folyam a Pünkösdfürdő utcáig-Kalászi utca-Attila utca-Czetz János köz-Határ út-Pusztakúti út-Pusztakúti köz meghosszabbítása a Héthalom utcáig-Héthalom utca-névtelen közterület (22890/2 hrsz.)-22374/1 hrsz.-ú ingatlan keleti telekhatára Budapest közigazgatási határáig-Budapest közigazgatási határa-a közigazgatási határtól 65163 hrsz.-ú ingatlan északkeleti telekhatárának meghosszabbítása, valamint nyugati határa-65164 hrsz.-ú ingatlan nyugati, majd délnyugati telekhatára-Tamás utca-64879, 64876/1, 64871/4, 64869/4 hrsz.-ú ingatlanok déli telekhatára-Hegyláb utca-Márton köz-Rókavár utca-névtelen közterület (65536 hrsz.)-Dózsa György utca-Hollós Korvin Lajos utca-Madzsar József utca-Szent István utca-Ipartelep utca-Árpád utca-Pünkösdfürdő utca a Duna folyamig. |
| 39  | Csillebérc                   | Budapest XII. kerülete         | 252             | | A Központi Fizikai Kutató Intézet és a csillebérci Gyermek- és Ifjúsági Központ nyugati és északi kerítése a Konkoly-Thege Miklós úttól-Konkoly-Thege Miklós út-Sötétvágás utca-Kázmér út-Edvi Illés út-Nőszirom utca-Adorján út-Irhás-árok-Kakukkhegyi út-Kakukkhegyi erdősor-a főváros határa a Konkoly-Thege Miklós útig. |
| 40  | Csúcshegy                    | Budapest III. kerülete         | 410             | | Budapest közigazgatási határa-Solymárvölgyi út-Virágosnyereg út-II. és III. kerület határa Budapest közigazgatási határáig. |
| 41  | Dobogó                       | Budapest XI. kerülete          | —               | | Budaörsi út a Kőérberki úti aluljárótól-Lapu utcai aluljáró-Dobogó út-Balatoni út-Poprádi út-Kőérberki út a Budaörsi útig. |
| 42  | Erdőskert                    | Budapest XVIII. kerülete       | 1972            | | Kapocs utca a MÁV lajosmizsei vonalától-Határ utca-a főváros közigazgatási határa-a MÁV lajosmizsei vonala a Kapocs utcáig. |
| 43  | Erzsébetfalva                | Budapest XX. kerülete          | 36 045          | | Nagykőrösi út a Határ úttól-Nagysándor József utca-Szent Imre herceg utca-Knézits utca-Székelyhíd utca-Klapka köz-Atléta utca-Vörösmarty utca-Tinódi utca-Helsinki út-Határ út. |
| 44  | Erzsébetliget                | Budapest II. kerülete          | 760             | | Paprikás-patak a Hidegkúti úttól-53444 hrsz.-ú közterület-Honvéd utca-Hidegkúti út a Paprikás-patakig-Pesthidegkútnak az 1930-as években kialakult része. |
| 45  | Erzsébettelek                | Budapest II. kerülete          | 531             | | Ördögárok a Nagyrét utcától-Hidegkúti út-a főváros 1949. december 31-ei határa (a 171. és 176. számú határkövek között)-Nagyrét utca az Ördögárokig. |
| 46  | Erzsébettelep                | Budapest XVIII. kerülete       | 3565            | | Álmos utca a Felsőcsatári úttól-Tünde utca-Tünde utca meghosszabbítása a MÁV szolnoki vonaláig-MÁV szolnoki vonala-X. és XVIII. kerület közigazgatási határa-Hangár utca-Felsőcsatári út az Álmos utcáig. |
| 47  | Erzsébetváros                | Budapest VII. kerülete         | 62 092          | | Dózsa György út a Városligeti fasortól-Verseny utca-Thököly út-Baross tér-Rákóczi út-Károly körút-Király utca-Lövölde tér-Városligeti fasor a Dózsa György útig. |
| 48  | Farkasrét                    | Budapest XII. kerülete         | —               | | Bürök utca a Hó utcától-Németvölgyi lépcső-Németvölgyi út-Érdi út-Márton Áron tér-Rácz Aladár út-Hóvirág út-Hó utca a Bürök utcáig. |
| 49  | Farkasvölgy                  | Budapest XII. kerülete         | 1311            | | Kázmér út az Edvi Illés úttól-János Zsigmond utca-Rácz Aladár út-Hóvirág út-Rácz Aladár út-Törökbálinti út-Edvi Illés út a Kázmér útig. |
| 50  | Felhévíz                     | Budapest II. kerülete          | 2298            | | Kavics utca a Vérhalom utcától-Duna folyam-Bem József tér északi oldala-Frankel Leó út-Margit körút-Török utca-Gül Baba utca-Vérhalom utca-Vérmező út a Kavics utcáig. |
| 51  | Felsőrákos                   | Budapest X. kerülete           | 9283            | | Kerepesi út a Fehér úttól-Sárgarózsa utca-Pesti határút-Határmalom utca-Jászberényi út-Fehér út a Kerepesi útig. |
| 52  | Ferihegy                     | Budapest XVIII. kerülete       | 706             | | Csévéző utca a MÁV szolnoki vonalától-a XVII. és XVIII. kerület közigazgatási határa-a főváros határa-a MÁV szolnoki vonala a Csévéző utcáig. |
| 53  | Ganzkertváros                | Budapest XVIII. kerülete       | 2906            | | Üllői út a Béke tértől-a főváros határa-Kerékkötő utca-Ganz Ábrahám utca-Alacskai út-Királyhágó utca-Béke tér. |
| 54  | Ganznegyed                   | Budapest VIII. kerülete        |                 | 2012. december 21-én alakult | Vajda Péter utca-Orczy út-Orczy tér keleti és északi oldala-Fiumei út-Salgótarjáni utca-MÁV vonala a Hungária körútig-Hungária körút-Könyves Kálmán körút. |
| 55  | Ganztelep                    | Budapest XVIII. kerülete       | 3745            | | A MÁV szolnoki vonala a Nagybánya utcától-a főváros határa-Üllői út-Nagybánya utca a MÁV szolnoki vonaláig. |
| 56  | Gazdagrét                    | Budapest XI. kerülete          | 11 929          | | Rétköz utca a Gazdagréti úttól-Nagyszeben út-Budaörsi út-Gazdagréti út a Rétköz utcáig. |
| 57  | Gellérthegy                  | Budapest I. és XI. kerülete    | 7197            | | Hegyalja út a Budaörsi úttól-Sánc utca-Orom utca-a Citadella északi sétánya és a Szirtes út elágazásához futó sétaút-Citadella északi sétánya-az I. és XI. kerület határa-Duna folyam-Kelenhegyi út-Mányoki út-Ménesi út-Alsóhegy utca-Villányi út-Budaörsi út a Hegyalja útig. |
| 58  | Gercse                       | Budapest II. kerülete          | 112             | | A főváros határa a Kulcs utcától-a II. és a III. kerület közigazgatási határa-Máriahegy utca-53444 hrsz.-ú közterület-Paprikás-patak-Nóra utca-Hideg utca-Kulcs utca a főváros határáig. |
| 59  | Gloriett-telep               | Budapest XVIII. kerülete       | 6951            | | Iparvágány vonala a Dalmady Győző utcától-Körös utca-Péterhalmi út-Gilice tér-Közdűlő út-Nagykőrösi út-Méta utca-Sallai Imre utca-Fürst Sándor utca-Varjú utca-Garay utca-Bókay Árpád utca-Madarász utca-Wlassics Gyula utca-Dalmady Győző utca az iparvágányig. |
| 60  | Gubacs                       | Budapest XX. kerülete          | 1680            | | A Barkó utca és a Helsinki út kereszteződésétől, keresztezve a HÉV-pályát, az E5-ös főutat és a MÁV vasútvonal rézsűjének felső vonalán visszafordulva déli irányba, a vasút feletti hidat megkerülve a 184099 helyrajzi számnál nyugati irányba haladva, a 196605 külterületi mezőgazdasági tábla és 170187/10. agyaggödör közös határvonalán, a 196600 helyrajzi számnál elérve a Vízisport utcát, innen a Duna középvonalát, ezen északi irányba haladva a XXI., a IX. és a XX. kerület Soroksári-Duna-ág elméleti középpontjában lévő hármas határpontig, innen keleti irányban keresztezve a Budapest-Kunszentmiklós vasútvonalat és a Budapest-Ráckeve HÉV-vonalat a Határ útig-Helsinki úton haladva a kiindulási pontig határolt terület.                                                     |
| 61  | Gubacsipuszta                | Budapest XX. kerülete          | 10 250          | | Nagykőrösi út a Magyar utcától-Szentlőrinci út-Köves út-Alsóhatár út-Ritka köz-Ábrahám Géza utca-Ritka utca-Pacsirta utca-Orsolya utca-Wesselényi utca-Vécsey utca-Köztársaság tér-Vécsey utca-Magyar utca. |
| 62  | Gyárdűlő                     | Budapest X. kerülete           | 6968            | | MÁV szolnoki vonala a Mázsa tértől-Száva utca-Üllői út-a MÁV hegyeshalmi vonala - Kőbányai út a Mázsa térig. |
| 63  | Halmierdő                    | Budapest XVIII. kerülete       | 41              | | Közdűlő út a Nagykőrösi úttól-Gilice tér-Péterhalmi út-Körös utca-Flór Ferenc utca-Királyhágó út-Nemes utca-Határ utca-Szálfa utca-Oszkó utca-Kettős-Körös utca-Nagykőrösi út a Közdűlő útig. |
| 64  | Hármashatárhegy              | Budapest III. kerülete         | 281             | | Virágosnyereg út-20655/4 hrsz.-ú ingatlan délnyugati telekhatára-belterületi határ-Remetehegyi árok-16536/88 hrsz.-ú ingatlan déli telekhatára-II. és III. kerületi határ a Virágosnyereg útig. A Hármashatár-hegyről kapta nevét. |
| 65  | Hársakalja                   | Budapest II. kerülete          | 1524            | | Kővári út a Hidegkúti úttól-Arad utca-Cenk utca-Budajenő utca-a főváros 1949. december 31-ei határa (a 168. és a 171. számú határkövek között, 1899/4., 5., 6., 7. helyrajzi számú telkek) Hidegkúti út a Kővári útig. |
| 66  | Harsánylejtő                 | Budapest III. kerülete         |                 | 2012. december 12-én alakult | Solymárvölgyi utca-Kocsis Sándor út-belterületi határ-20655/4 hrsz.-ú ingatlan délnyugati telekhatára-Virágosnyereg út. |
| 67  | Hárshegy                     | Budapest II. kerülete          | 654             | | Nagykovácsi út a Feketefej utcától-Hűvösvölgyi út-a volt Országos Ideg- és Elmegyógyintézet kerítése-Mária út-Hárshegyi út-Budakeszi út-Szép Juhászné út-a Petneházyrét északi oldalán futó turistaút-a főváros határa-Feketefej utca a Nagykovácsi útig |
| 68  | Havanna-lakótelep            | Budapest XVIII. kerülete       | 17 337          | | Margó Tivadar utca a Bartók Lajos utcától-Baross utca-Kolozsvár utca-Barcsay utca-Vörösmarty Mihály utca-Reviczky Gyula utca-Bartók Lajos utca a Margó Tivadar utcáig. |
| 69  | Herminamező                  | Budapest XIV. kerülete         | 12 264          | | Teleki Blanka utca a Dévényi utcától-Nagy Lajos király útja-Thököly út-Hermina út-Kacsóh Pongrác út-Hungária körút-Dévényi utca a Teleki Blanka utcáig |
| 70  | Hosszúrét                    | Budapest XI. kerülete          | 152             | | Nagyida utca a Hosszúréti utcától-Gazdagréti út-Budaörsi út-Hosszúréti utca a Nagyida utcáig. |
| 71  | Hűvösvölgy                   | Budapest II. kerülete          | 1326            | | A főváros 1949. december 31-ei határa a Nagykovácsi úttól (a 184. és a 171. számú határkövek között, 11355/1, 2 és 11358 helyrajzi számú telkek északi oldala)-Ördögárok-Nyéki út-Hűvösvölgyi út-Nagykovácsi út a főváros 1949. december 31-ei határáig. |
| 72  | Infopark                     | Budapest XI. kerülete          | —               | | Magyar tudósok körútja a Hevesy György úttól-Magyar Nobel díjasok útja-Magyar Nobel díjasok útja meghosszabbítva a vasútvonalig-MÁV hegyeshalmi vasútvonal-merőlegesen a Hevesy György útig-Hevesy György út a Magyar tudósok körútjáig. |
| 73  | Istenhegy                    | Budapest XII. kerülete         | 4290            | | Diós árok a Béla király úttól-Városmajor utca-Pethényi út-Istenhegyi út-Diana utca-Gyöngyvirág út-Tündér utca-Költő utca-Béla király út a Diós árokig. |
| 74  | Istvánmező                   | Budapest XIV. kerülete         | 11 794          | területe 2012. december 12-től már csak a XIV. kerületre csökkent                                                                        | Hermina út az Ajtósi Dürer sortól-Thököly út-Hungária körút-Kerepesi út-Dózsa György út az Ajtósi Dürer sorig-Ajtósi Dürer sor a Hermina útig. |
| 75  | Istvántelek                  | Budapest IV. kerülete          | 1301            | | Árpád út az Istvántelki úttól-a MÁV váci vonala-Madridi utca-Bécsi utca-Elem utca-Istvántelki út az Árpád útig. |
| 76  | Jánoshegy                    | Budapest XII. kerülete         | 405             | | Budakeszi út a Jánoshegyi út legészakibb kanyarjához délről futó turistaúttól-Árnyas út-Remete út-a Tündér-sziklát délről megkerülő turistaút-Tündérhegyi út a Kossuth emlékműig-az innen a Jánoshegyi útra vezető turistaút-Jánoshegyi út-annak legészakibb kanyarjától északnak haladó turistaút a Budakeszi útig. |
| 77  | József Attila-lakótelep      | Budapest IX. kerülete          | 15 362          | | Üllői út az Ecseri úttól-Határ út-M5-ös autópálya bekötő szakasza-Epreserdő utca-Ecseri út az Üllői útig. |
| 78  | Kamaraerdő                   | Budapest XI. kerülete          | 407             | | A főváros határa a XI. és XXII. kerület határától-a Susulyka utca sarkától délkeletnek futó erdei út-a XI. és XXII. kerület határa a főváros határáig. |
| 79  | Káposztásmegyer              | Budapest IV. kerülete          | 23 055          | | Váci út a főváros határától-Székesdűlő sor déli határvonala-a főváros határa-a MÁV váci vonala-Szilas-patak-Duna folyam-a főváros határa a Váci útig. |
| 80  | Kaszásdűlő                   | Budapest III. kerülete         | 8399            | | Aranyvölgy utca-Huszti út meghosszabbítása Aranyvölgy utca Kazal utca között-Kazal utca-Szentendrei út-Bogdáni út-Hévízi út-Vörösvári út-Bécsi út az Aranyvölgy utcáig. |
| 81  | Kelenföld                    | Budapest XI. kerülete          | 53 332          | | Villányi út a Budaörsi úttól-Karolina út-Bocskai út-Fehérvári út-a MÁV hegyeshalmi vonala-Budafoki út-Hauszmann Alajos utca-Lágymányosi-öböl nyugati partvonala-Lágymányosi-öböl sarkától északnyugati irányban a Nádorkerti aluljáróig-a MÁV hegyeshalmi vonala-Duna folyam-Kondorosi út-Solt utca-Kelenvölgyi határsor-a MÁV hegyeshalmi vonala-Nagyszőlős utcai aluljáró-Budaörsi út a Villányi útig. |
| 82  | Kelenvölgy                   | Budapest XI. kerülete          | 3447            | | Kelenvölgyi határsor a MÁV hegyeshalmi vonalától-Solt utca-a MÁV pécsi vonala-Méhész utca-Ringló út-Péterhegyi út-a MÁV hegyeshalmi vonala a Kelenvölgyi határsorig. |
| 83  | Kerepesdűlő                  | Budapest VIII. kerülete        | 4369            | | Fiumei út-Baross tér-Thököly út-Verseny utca-Dózsa György út-Kerepesi út-Asztalos Sándor út-Salgótarjáni utca. |
| 84  | Keresztúridűlő               | Budapest X. kerülete           | 2255            | | Meténg utca a Kozma utcától-Fátyolka utca-Bogáncsvirág utca-Tarkarét utca-a temető északi fala és meghosszabbított vonala-Álmos utca-Maglódi út-Sírkert út-Kozma utca a Meténg utcáig. |
| 85  | Kispest                      | Budapest XIX. kerülete         | 52 349          | | Ferihegyi repülőtérre vezető út az Üllői úttól-Alsó erdősor-a XVIII. és XIX. kerület határa-Nefelejcs utca-Malomkő utca-Kártoló utca-a MÁV lajosmizsei vonala-Puskás Ferenc utca-Csapó utca-a Kispesti temető délkeleti fala-Kolozsvár utca-Méta utca-Nagykőrösi út-a Rákóczi utca páratlan oldalán fekvő telkek északnyugati oldala-Ady Endre út-Mátyás király utca-Üllői út. |
| 86  | Kissvábhegy                  | Budapest XII. kerülete         | 3802            | | Határőr út a Pethényi úttól-Gaál József út-Alma utca-Bíró utca-Roskovics utca-Ráth György utca-Kék Golyó utca-Istenhegyi út-Pethényi út a Határőr útig. |
| 87  | Kiszugló                     | Budapest XIV. kerülete         | 29 292          | | Bosnyák tér déli oldala a Thököly úttól-Nagy Lajos király útja-Egressy út-Róna utca-Thököly út a Bosnyák térig. |
| 88  | Kossuth Ferenc-telep         | Budapest XVIII. kerülete       | 4334            | | A MÁV lajosmizsei vonala a Hunyadi János utcától-Dózsa György utca-a XVIII. és a XXIII. kerület közigazgatási határa-Hunyadi János utca a MÁV lajosmizsei vonaláig. |
| 89  | Kossuthfalva                 | Budapest XX. kerülete          | 3803            | | Mártírok útja a Nagysándor József utcától-Magyar utca-Vécsey utca-Székelyhíd utca-Knézits utca-Szent Imre herceg utca-Nagysándor József utca. |
| 90  | Kőbánya-Kertváros            | Budapest X. kerülete           | 1888            | | Jászberényi út a Kozma utcától-Vadszőlő utca-Eszterlánc utca-a temető északi fala-Tarkarét utca-Bogáncsvirág utca-Fátyolka utca-Meténg utca-Kozma utca a Jászberényi útig. |
| 91  | Kőérberek                    | Budapest XI. kerülete          | 282             | | Repülőtéri út a főváros határától-Kőérberki út-Egér út-Balatoni út-Hosszúréti-patak-a XI. és XXII. kerület határa-Meggyvágó utcától északnyugatnak futó erdei út-a főváros határa a Repülőtéri útig. |
| 92  | Kővár                        | Budapest II. kerülete          | 26              | | A II. és a III. kerület határa a Máriahegyi úttól-a főváros 1949. december 31-ei határa (a 148. és a 168. számú határkövek között)-Budajenő utca és meghosszabbított vonala-Cenk utca-Arad utca-Kővári út-Honvéd utca-53444 hrsz.-ú közterület-Máriahegy utca a II. és III. kerület közigazgatási határáig. |
| 93  | Középső-Ferencváros          | Budapest IX. kerülete          |                 | 2012. december 12-én alakult | Boráros tér-Ferenc körút-Üllői út-Keleti pályaudvar-Kelenföldi pályaudvar közötti vasútvonal-Duna folyam. |
| 94  | Krepuska Géza-telep          | Budapest XVIII. kerülete       | 2083            | 2012. december 12-ig Alacskai úti lakótelep                                                                                              | Alacskai út-145111/291 és 145111/386 hrsz.-ú névtelen közterület-Határ utca-Nemes utca az Alacskai útig. |
| 95  | Krisztinaváros               | Budapest I. és XII. kerülete   | 23 689          | | Szilágyi Erzsébet fasor a Városmajor utcától-Széll Kálmán tér-Várfok utca-a várfal a Bécsi kapu nyugati oldalától a Dózsa György tér 9.-ig-Pásztor lépcső-Gellérthegy utca-Czakó utca-Hegyalja úti kereszteződés-Avar utca-Kiss János altábornagy utca-Ugocsa utca-Böszörményi út-Kék Golyó utca-Ráth György utca-Roskovics utca-Bíró utca-Alma utca-Gaál József út-Határőr út-Városmajor utca a Szilágyi Erzsébet fasorig. |
| 96  | Kurucles                     | Budapest II. kerülete          | 5247            | | Hárshegyi út a Budakeszi úttól-Mária út-Széher út-Lipótmezei út-Hűvösvölgyi út-Bognár utca-Budenz út-Kuruclesi út-Budakeszi út a Hárshegyi útig. |
| 97  | Kúttó                        | Budapest X. kerülete           | 92              | | A MÁV szolnoki vonala a Száva utcától-a MÁV lajosmizsei vonala-Ferihegyi repülőtérre vezető út-Üllői út-Száva utca a MÁV szolnoki vonaláig. |
| 98  | Kútvölgy                     | Budapest XII. kerülete         | 5021            | | Kútvölgyi út a Béla király úttól-Diós árok-Béla király út a Kútvölgyi útig |
| 99  | Külső-Ferencváros            | Budapest IX. kerülete          |                 | 2012. december 12-én alakult | Keleti pályaudvar-Kelenföldi pályaudvar közötti vasútvonal-Üllői út-Ecseri út-Epreserdő utca-M5-ös autópálya bevezető szakasza-Határ út-Ráckevei (Soroksári)-Duna-ág-Duna folyam. |
| 100 | Lágymányos                   | Budapest XI. kerülete          | 19 741          | | Móricz Zsigmond körtér keleti oldala-Bartók Béla út-Szent Gellért tér-Duna folyam-a MÁV hegyeshalmi vonala-merőlegesen a Magyar Nobel díjasok útjáig-Magyar Nobel díjasok útja-Magyar tudósok körútja-Hevesy György út-Hevesy György út meghosszabbítva a vasútvonalig-a MÁV hegyeshalmi vonala-Fehérvári út a Móricz Zsigmond körtér keleti oldaláig. |
| 101 | Lakatos-lakótelep            | Budapest XVIII. kerülete       | 6730            | 2012. december 12-ig Lakatostelep | A MÁV szolnoki vonala a XVIII. és XIX. kerület határától-Mikszáth Kálmán utca meghosszabbítása a MÁV szolnoki vonalától-Mikszáth Kálmán utca-Üllői út-Lakatos út-Egressy Gábor utca-Tinódi utca-Fonal utca-József utca-Nefelejcs utca-a XVIII. és XIX. kerület határa a MÁV szolnoki vonaláig. |
| 102 | Laposdűlő                    | Budapest X. kerülete           | 7824            | | Kerepesi út a Hungária körúttól-a MÁV szolnoki vonala-Kőbányai út-Könyves Kálmán körút-Hungária körút a Kerepesi útig. |
| 103 | Ligettelek                   | Budapest X. kerülete           | 6134            | | Kerepesi út a MÁV szolnoki vonalától-Fehér út-Kőrösi Csoma sétány és Kőrösi Csoma Sándor út-Liget tér - a MÁV szolnoki vonala a Kerepesi útig. |
| 104 | Lipótmező                    | Budapest II. kerülete          | 412             | | Ördögárok a Nyéki úttól-Szerb Antal utca-Hűvösvölgyi út-Lipótmezei út-Széher út-a volt Országos Ideg- és Elmegyógyintézet kerítése-Nyéki út az Ördögárokig. |
| 105 | Lipótváros                   | Budapest V. kerülete           | 16 704          | | Szent István körút és meghosszabbított tengelye a Duna folyamtól-Nyugati tér-Bajcsy-Zsilinszky út-Deák Ferenc tér-Deák Ferenc utca-Vigadó tér déli oldala-Duna folyam a Szent István körút meghosszabbított vonaláig. |
| 106 | Liptáktelep                  | Budapest XVIII. kerülete       | 3242            | | Üllői út a MÁV lajosmizsei vonalától-Bartók Lajos utca-Reviczky Gyula utca-Vörösmarty Mihály utca-Barcsay utca-Kolozsvár utca-a Kispesti temető délkeleti fala-Csapó utca-Puskás Ferenc utca-a MÁV lajosmizsei vonala az Üllői útig. |
| 107 | Lónyaytelep                  | Budapest XVIII. kerülete       | 2501            | | A MÁV szolnoki vonala a Mikszáth Kálmán utca meghosszabbításától-Thököly út meghosszabbítása a MÁV szolnoki vonalától-Thököly út-Üllői út-Mikszáth Kálmán utca és meghosszabbítása a MÁV szolnoki vonaláig. |
| 108 | Losoncinegyed                | Budapest VIII. kerülete        |                 | 2012. december 21-én alakult | Baross utca-Leonardo da Vinci utca-Práter utca-Szigony utca-Üllői út-Korányi Sándor utca-Kálvária tér nyugati oldala-Illés utca. |
| 109 | Madárdomb                    | Budapest XVII. kerülete        | 3595            | | Lázár deák utca az Aranylúd utcától-Borsó utca-Sarlósfecske utca-Füstifecske utca-Flamingó utca-Aranylúd utca a Lázár deák utcáig. |
| 110 | Madárhegy                    | Budapest XI. kerülete          | 22              | | Törökbálinti út a Rupphegyi úttól-Nagyida utca-Hosszúréti utca-Budaörsi út-Rupphegyi út a Törökbálinti útig. |
| 111 | Magasút                      | Budapest XII. kerülete         | 635             | | Edvi Illés út-Törökbálinti út-Irhás-árok-Adorján út-Nőszirom utca-Edvi Illés út. |
| 112 | Magdolnanegyed               | Budapest VIII. kerülete        |                 | 2012. december 21-én alakult | Koszorú utca-Mátyás tér nyugati oldala-Nagy Fuvaros utca-Népszínház utca-Teleki László tér északnyugati oldala-Fiumei út-Baross utca-Kálvária tér keleti, déli és nyugati oldala-Baross utca. |
| 113 | Margitsziget                 | -                              | 1               | 2013. július 20. óta a főváros közvetlen igazgatása alatt, előtte Budapest XIII. kerülete. A Duna szigetén, a Margit-szigeten található. | A Duna folyam határolja. |
| 114 | Máriaremete                  | Budapest II. kerülete          | 4063            | | Tátra utca északnyugati oldalán fekvő telkek északnyugati oldalát összekötő vonal a főváros határától-Hímes utca-Máriaremetei út-Áchim András utca-Kökény utca-Kokárda utca-Kerényi Frigyes utca-Ördögárok-Nagyrét utca-a főváros 1949. december 31-ei határa (a 184. és 176. számú határkövek között)-Rézsű utca 82. számú telek (50860 helyrajzi szám) északnyugati oldala-a főváros határa a Tátra utca északnyugati oldalán fekvő telkek északnyugati oldalát összekötő vonalig. |
| 115 | Mártonhegy                   | Budapest XII. kerülete         | 3610            | | Költő utca a Mártonhegyi úttól-Hangya utca-Csorna utca-Tamási Áron utca-Németvölgyi út-Németvölgyi lépcső-Bürök utca-Denevér út-Mártonhegyi út a Költő utcáig. |
| 116 | Mátyásföld                   | Budapest XVI. kerülete         | 19 869          | | Sarjú út a Budapesti úttól-Nógrádverőce utca-Zsemlékes út-Forrásmajor utca-X., XVI., XVII. kerületi hármashatár, valamint a X. és XVI. kerület közigazgatási határa-Mátyásföldi repülőtér nyugati határa (Ballada utcával párhuzamosan)-Újszász utca-Jókai Mór utca-Veres Péter út-Futórózsa utca-Budapesti út-Sarjú út. |
| 117 | Megyer                       | Budapest IV. kerülete          | 4733            | | Szilas-patak a Duna folyamtól-a IV. és XV. kerület közigazgatási határa-Fóti út-Váci út-Rév utca-Duna folyam a Szilas-patakig. |
| 118 | Miklóstelep                  | Budapest XVIII. kerülete       | 3064            | | A MÁV szolnoki vonala a Thököly út meghosszabbításától-iparvágány a Május 1. tértől-Üllői út-Thököly út és meghosszabbítása a MÁV szolnoki vonaláig. |
| 119 | Millenniumtelep              | Budapest XXIII. kerülete       | 669             | | Millennium utca a Haraszti úttól-Gombkötő utca-Dél utca-Haraszti út a Millennium utcáig. |
| 120 | Mocsárosdűlő                 | Budapest III. kerülete         | 1056            | | Aranyvölgy utca-Huszti út meghosszabbítása Aranyvölgy utca Zsófia utca között-Zsófia utca-Szentendrei út-Határ út-Aranyhegyi út. |
| 121 | Nádorkert                    | Budapest XI. kerülete          | —               | | Budafoki út a Hauszmann Alajos utcától-MÁV hegyeshalmi vonala-Nádorkerti aluljárótól délkeleti irányban a Lágymányosi-öböl sarkáig-Lágymányosi-öböl nyugati partvonala-Hauszmann Alajos utca a Budafoki útig. |
| 122 | Nagytétény                   | Budapest XXII. kerülete        | 12 045          | | Dózsa György út a főváros határától-Minta utca-Nagytétényi út-Növény utca-Kis-Duna-Duna folyam-a főváros határa a Dózsa György útig. |
| 123 | Nagyzugló                    | Budapest XIV. kerülete         | 11 644          | | Nagy Lajos király útja az Egressy úttól-Örs vezér tere-Kerepesi út-Róna utca-Egressy út a Nagy Lajos király útjáig. |
| 124 | Németvölgy                   | Budapest XII. kerülete         | 12 983          | | Németvölgyi út a Hegyalja úttól-Böszörményi út-Ugocsa utca-Kiss János altábornagy utca-Avar utca-Hegyalja út-Kálló esperes utca-Hegyalja út a Németvölgyi útig. |
| 125 | Népliget                     | Budapest X. kerülete           | 37              | | A MÁV hegyeshalmi vonala a Kőbányai úttól-Üllői út-Könyves Kálmán körút-Kőbányai út a MÁV hegyeshalmi vonaláig. |
| 126 | Népsziget                    | Budapest IV. és XIII. kerülete | 121             | | A Duna folyam határolja. A MÁV esztergomi vonalától északra a IV. kerülethez, délre a XIII. kerülethez tartozik. |
| 127 | Népszínháznegyed             | Budapest VIII. kerülete        |                 | 2012. december 21-én alakult | Rákóczi út-Fiumei út-Teleki László tér északnyugati oldala-Népszínház utca-József körút. |
| 128 | Nyék                         | Budapest II. kerülete          | 565             | | A főváros 1949. december 31-ei határa az Ördögároktól (161-171. számú határkövek között, a 11699/4 és 5 helyrajzi számú telkek)-Görgényi út-Nagybányai út-Nagybányai lépcső-Páfrányliget utca-Ördögárok a főváros 1949. december 31-ei határáig. |
| 129 | Óbuda                        | Budapest III. kerülete         | 33 836          | | Duna folyam a Nagyszombat utcáig-Nagyszombat utca-Bécsi út-Vörösvári út-Hévízi út-Bogdáni út a Duna folyamig. |
| 130 | Óbuda hegyvidéke             | Budapest III. kerülete         |                 | 2012. december 12-én alakult | Budapest közigazgatási határa-Kocsis Sándor út-Bécsi út-Doberdó út-közterületi lépcső a Folyóka utcáig-Folyóka utca-Folyondár utca-II. és III. kerület közigazgatási határa Budapest közigazgatási határáig. |
| 131 | Óbudai-sziget                | Budapest III. kerülete         | 1               | 2012. december 21-ig Óbudaisziget | Duna folyam |
| 132 | Óhegy                        | Budapest X. kerülete           | 28 876          | | Maglódi út a Jászberényi úttól-Sibrik Miklós út-MÁV szolnoki vonala-Liget tér-Kőrösi Csoma sétány és Kőrösi Csoma Sándor út-Jászberényi út a Maglódi útig. |
| 133 | Orbánhegy                    | Budapest XII. kerülete         | 6074            | | Gyöngyvirág út a Tündér utcától-Diana utca-Istenhegyi út-Németvölgyi út-Tamási Áron utca-Csorna utca-Hangya utca-Költő utca-Tündér utca a Gyöngyvirág útig. |
| 134 | Orczynegyed                  | Budapest VIII. kerülete        |                 | 2012. december 21-én alakult | Kálvária tér déli és keleti oldala-Baross utca-Orczy tér északi oldala-Orczy út-Üllői út-Korányi Sándor utca-Illés utca-Kálvária tér nyugati oldala. |
| 135 | Országút                     | Budapest II. kerülete          | 11 740          | | Rómer Flóris utca a Zivatar utcától-Margit utca-Margit körút-Frankel Leó út-Bem József tér teljes területe az északi és déli oldalon álló épületek kivételével-Duna folyam-Bem József utca-Margit körút-Széna tér-Vérmező út-Várfok utca-Szilágyi Erzsébet fasor-Lorántffy Zsuzsanna lépcső-Trombitás út-Garas utca-Marczibányi tér teljes területe az északnyugati és északkeletei oldalon álló épületek kivételével-Keleti Károly utca-Kitaibel Pál utca-Bimbó út-Ady Endre utca-Zivatar utca a Rómer Flóris utcáig. |
| 136 | Őrmező                       | Budapest XI. kerülete          | 7660            | | Budaörsi út a Lapu utcai aluljárótól-Nagyszőlős utcai aluljáró-MÁV hegyeshalmi vonala-Dobogó út a Lapu utcai aluljáróig. |
| 137 | Örsöd                        | Budapest XI. kerülete          | 902             | | Budaörsi út a főváros határától-a Kőérberki úti közúti aluljáró-Kőérberki út-Poprádi út-Balatoni út-Egér út-Kőérberki út-Repülőtéri út-a főváros határa a Budaörsi útig. |
| 138 | Pacsirtatelep                | Budapest XX. kerülete          | 11 756          | | A Köztársaság tér Székelyhíd utca és Szondi utca közötti része-Vécsey utca-Wesselényi utca-Orsolya utca-Pacsirta utca-Ritka utca-Ábrahám Géza utca-Ritka köz-Alsóhatár út-Temető sor-a temető keleti és déli határoló fala-Könyves utca-Alsóhatár út-Vágóhíd utca-Bolyai János utca-Helsinki út-Tinódi utca-Vörösmarty utca-Atléta utca-Klapka köz-Székelyhíd utca a Köztársaság térig. |
| 139 | Palotanegyed                 | Budapest VIII. kerülete        |                 | 2007-ben alakult | Múzeum körút-Rákóczi út-Blaha Lujza tér északi és keleti oldala-József körút-Üllői út. |
| 140 | Pálvölgy                     | Budapest II. kerülete          | 1644            | | Szépvölgyi út a Glück Frigyes úttól-Csatárka út-Zöldkert út-Szalamandra út-Verecke út-Verecke lépcső-Glück Frigyes út a Szépvölgyi útig. |
| 141 | Pasarét                      | Budapest II. kerülete          | 5519            | | Szerb Antal utca a Hűvösvölgyi úttól-Páfrányliget utca-Csalán út-Battai út-Cirok utca-Pasaréti út-Radna utca-Herman Ottó út-Lorántffy Zsuzsanna út-Lorántffy Zsuzsanna lépcső-Szilágyi Erzsébet fasor-Hűvösvölgyi út a Szerb Antal utcáig. |
| 142 | Pesthidegkút-Ófalu           | Budapest II. kerülete          | 1959            | | A főváros határa a Hidegkúti úttól-Kulcs utca és meghosszabbított vonala-Hideg utca-Nóra utca-Paprikás-patak-Hidegkúti út a főváros határáig. |
| 143 | Pestszentimre                | Budapest XVIII. kerülete       |                 | 2012. december 12-én alakult | Kettős-Körös utca a Nagykőrösi úttól-Oszkó utca-Szálfa utca-Királyhágó út-Határ út-Halomegyházi utca-Alacskai út-a főváros határa-Nagykőrösi út a Kettős-Körös utcáig. |
| 144 | Pestújhely                   | Budapest XV. kerülete          | 10 571          | | Gazdálkodó utca a Bánkút utcától-Pörge utca délkeleti oldalán fekvő telkek délkeleti oldalát összekötő vonal-Szerencs utca-Hősök útja-Madách utca-Drégelyvár utca-MÁV Körvasút-Árvavár utca-Adria utca-Őrjárat utca-Mézeskalács tér teljes területe az északkeleti oldalán álló épületek kivételével-Bánkút utca a Gazdálkodó utcáig. |
| 145 | Péterhegy                    | Budapest XI. kerülete          | 715             | | Dobogó út a Balatoni úttól-Péterhegyi út-Horogszegi határsor-Hosszúréti-patak-Balatoni út a Dobogó útig. |
| 146 | Petneházyrét                 | Budapest II. kerülete          | 127             | | A rét északi oldalán futó turistaút a főváros határától-Szép Juhászné út- Üdülő út és a belőle futó turistaút-a főváros határa a rét északi oldalán futó turistaútig (11209-11339/5 helyrajzi számú telkek). |
| 147 | Pösingermajor                | Budapest XI. kerülete          | 523             | | Kakukkhegyi erdősor a főváros határától-Kakukkhegyi út-Irhás-árok-Törökbálinti út-a főváros határa a Kakukkhegyi erdősorig. |
| 148 | Rákoscsaba                   | Budapest XVII. kerülete        | 13 487          | | Rákos-patak a Dunaszeg utca meghosszabbított vonalától-a főváros határa-Pesti út-Szárazhegy utca keleti oldalán fekvő teleksor keleti határvonala-Csongrád utca-Pesti út-Tápióbicske utca-Péceli út-Dunaszeg utca és meghosszabbított vonala a Rákos-patakig. |
| 149 | Rákoscsaba-Újtelep           | Budapest XVII. kerülete        | 11 029          | | A XVI. és XVII. kerület közigazgatási határa az Ároktő út északnak meghosszabbított vonalától-a főváros határa-Rákos-patak-Gázló köz-Ároktő út-Jászladány utca-Ősagárd utca-Ananász utca-Ároktő út és északnak meghosszabbított vonala a XVI. és XVII. kerület közigazgatási határig. |
| 150 | Rákosfalva                   | Budapest XIV. kerülete         | 16 281          | | Rákos-patak a Füredi utcától-Kerepesi út-Örs vezér tere-Füredi utca a Rákos-patakig. |
| 151 | Rákoshegy                    | Budapest XVII. kerülete        | 9799            | | Széchenyi utca a Széncinke utcától-Ferihegyi út-Ásvány utca-a MÁV ecseri vonala-a főváros határa-a XVII. és XVIII. kerület közigazgatási határa-a X. és XVII. kerület közigazgatási határa-a MÁV ecseri vonala-Táncsics Mihály út-a Táncsics Mihály út és a Flamingó utca közötti telkek belső határvonala a Flamingó közig-Flamingó köz-Széncinke utca meghosszabbítása a Flamingó köztől-Széncinke utca a Széchenyi utcáig. |
| 152 | Rákoskeresztúr               | Budapest XVII. kerülete        | 26 843          | | Rákos-patak a X. és XVII. kerület közigazgatási határától-Dunaszeg utca meghosszabbított vonala és a Dunaszeg utca-Péceli út-Tápióbicske utca-Pesti út-Összekötő utca-a MÁV ecseri vonala-Ásvány utca-Ferihegyi út-Széchenyi utca-Széncinke utca és meghosszabbítása a Flamingó közig-Flamingó köz-a Táncsics Mihály út és a Flamingó utca közötti telkek belső határvonala a Flamingó köztől-Táncsics Mihály út-a MÁV ecseri vonala-513. utca-Pesti út-a X. és XVII. kerület közigazgatási határa a Rákos-patakig. |
| 153 | Rákoskert                    | Budapest XVII. kerülete        | 7639            | | Pesti út az Összekötő utcától-Csongrád utca-Szárazhegy utca keleti oldalán fekvő teleksor keleti határvonala-Pesti út-a főváros határa-a MÁV ecseri vonala-Összekötő utca a Pesti útig. |
| 154 | Rákosliget                   | Budapest XVII. kerülete        | 3538            | | Ároktő út északnak meghosszabbított vonala a XVI. és XVII. kerület közigazgatási határától-Ároktő utca-Ananász utca-Ősagárd utca-Jászladány utca-Ároktő utca-Gázló köz-Rákos-patak-a X. és XVII. kerület közigazgatási határa-a XVI. és a XVII. kerület közigazgatási határa az Ároktő utca északnak meghosszabbított vonaláig. |
| 155 | Rákospalota                  | Budapest XV. kerülete          | 38 402          | | A főváros határa a MÁV váci vonalától-Rákospalotai határút-Szentmihályi út-Bánkút utca-Mézeskalács tér északkeleti oldala-Őrjárat utca-Adria utca-Árvavár utca-MÁV Körvasút-MÁV váci vonala a főváros határáig. |
| 156 | Rákosszentmihály             | Budapest XVI. kerülete         | 23 098          | | Budapest közigazgatási határa a Rákospalotai határúttól-Csömöri út-Szlovák út-Budapesti út-Körvasút sor-Vazul utca-Rákospalotai határút Budapest közigazgatási határáig. |
| 157 | Régiakadémiatelep            | Budapest XVII. kerülete        | 1164            | | Gyöngytyúk utca északi oldalán fekvő teleksor északi határvonala a Cinkotai úttól-Liszt Ferenc utca-a MÁV péceli vonala-Cinkotai út a Gyöngytyúk utca északi oldalán fekvő teleksor északi határvonaláig. |
| 158 | Remetekertváros              | Budapest II. kerülete          | 2771            | | Pinceszer utca a Kökény utcától-Kossuth Lajos utca-Hidegkúti út-Ördögárok-Kerényi Frigyes utca-Kokárda utca-Kökény utca a Pinceszer utcáig. |
| 159 | Rendessytelep                | Budapest XVIII. kerülete       | 1763            | | Nefelejcs utca a Malomkő utcától-József utca-Fonal utca-Tinódi utca-Egressy Gábor utca-Lakatos út-Üllői út-a MÁV lajosmizsei vonala-Malomkő utca a Nefelejcs utcáig. |
| 160 | Rézmál                       | Budapest II. kerülete          | 1566            | | Bogár utca az Endrődi Sándor utcától-Alsó Törökvész út-Bimbó út-Aranka utca-Marczibányi tér északnyugati oldala-Alvinci út-Bimbó út-Endrődi Sándor utca a Bogár utcáig. |
| 161 | Rómaifürdő                   | Budapest III. kerülete         | 12 681          | | Czetz János köz-Attila utca-Kalászi utca a Duna folyamig-Duna folyam a vasútvonalig-vasútvonal-Péter utca meghosszabbítása a vasútvonaltól-23152/45 hrsz.-ú ingatlan északkeleti telekhatára 23215 hrsz.-ú ingatlan déli telekhatára-Szentendrei út. |
| 162 | Rózsadomb                    | Budapest II. kerülete          | 4892            | | Vérhalom utca az Alsó Törökvész úttól-Vérhalom tér déli oldala-Vérhalom utca-Gül Baba utca-Török utca-Margit utca-Rómer Flóris utca-Zivatar utca-Ady Endre utca-Bimbó út-Kitaibel Pál utca-Keleti Károly utca-Marczibányi tér északkeleti oldala-Aranka utca-Bimbó utca-Alsó Törökvész utca a Vérhalom utcáig. |
| 163 | Sasad                        | Budapest XI. kerülete          | 14 389          | | Márton Áron tér-Érdi út-Németvölgyi út-Hegyalja út-Dayka Gábor utca-Brassó út-Budaörsi út-Nagyszeben út-Rétköz utca-Gazdagréti út-Nagyida utca-Törökbálinti út a Márton Áron térig. |
| 164 | Sashalom                     | Budapest XVI. kerülete         | 15 288          | | Futórózsa utca a Budapesti úttól-Veres Péter út-Jókai Mór utca-Újszász utca-Mátyásföldi repülőtér nyugati határa (Ballada utcával párhuzamosan)-Pesti határút-Sárgarózsa utca-Kerepesi út-Szolnoki utca-Budapesti út a Futórózsa utcáig. |
| 165 | Sashegy                      | Budapest XI. és XII. kerülete  | 4865            | | Hegyalja út a Dayka Gábor utcától-Kálló esperes utca-Hegyalja út-Budaörsi út-Brassó út-Dayka Gábor utca a Hegyalja útig. Névadója a Sas-hegy. |
| 166 | Solymárvölgy                 | Budapest III. kerülete         | 112             | | Budapest közigazgatási határa-Bécsi út-Kocsis Sándor út-Solymárvölgyi utca. |
| 167 | Soroksár                     | Budapest XXIII. kerülete       | 13 985          | | A XX. kerület és a XXIII. kerület közigazgatási határa a Ráckevei-Duna-ágtól-Vágóhíd utca-Alsóhatár út-Könyves utca-Kő utca-a temető déli fala-Temető sor-Szentlőrinci út-Nagykőrösi út-a XVIII. kerület és a XXIII. kerület közigazgatási határa-a főváros határa-a XXI. kerület és a XXIII. kerület határa a XX. kerület határáig. |
| 168 | Soroksár-Újtelep             | Budapest XXIII. kerülete       | 6043            | | Köves út az Alsóhatár úttól-Szentlőrinci út-Temető sor-Alsóhatár út a Köves útig. |
| 169 | Spanyolrét                   | Budapest XI. kerülete          | —               | | Törökbálinti út a főváros határától-Rupphegyi út-Budaörsi út-a főváros határa a Törökbálinti útig. |
| 170 | Svábhegy                     | Budapest XII. kerülete         | 2474            | | Béla király út az Alkony úttól-Költő utca-Hangya utca-Mártonhegyi út-Karthauzi utca-Fülemile út-Ordas út-Hegyhát út-Kázmér út-Sötétvágás utca-Konkoly-Thege Miklós út-Jánoshegyi út-a 225. számú régi határjeltől keleti irányba, a Kossuth emlékműig vezető turistaút-Mátyás király út-Alkony út a Béla király útig. |
| 171 | Szabótelep                   | Budapest XX. kerülete          | 1761            | | Nagykőrösi út a Nagysándor József utcától-Magyar utca-Mártírok útja-Nagysándor József utca. |
| 172 | Századosnegyed               | Budapest VIII. kerülete        |                 | 2012. december 21-én alakult | Asztalos Sándor út-Kerepesi út-Hungária körút-MÁV vonala az Asztalos Sándor útig. |
| 173 | Széchenyihegy                | Budapest XII. kerülete         | 2756            | | Hegyhát út a Kázmér úttól-Ordas út-Fülemile út-Karthauzi utca-Mártonhegyi út-Denevér út-Bürök utca-Hó utca-Hóvirág út-Rácz Aladár út-János Zsigmond utca-Kázmér út a Hegyhát útig. Névadója a Széchenyi-hegy. |
| 174 | Székesdűlő                   | Budapest IV. kerülete          | 287             | | A 76590, 76592-76607, 76619-76637 és 76637-76660 helyrajzi számú ingatlanok által elfoglalt terület |
| 175 | Szemeretelep                 | Budapest XVIII. kerülete       | 7405            | | A MÁV szolnoki vonala a Május 1. tértől-Nagybánya utca-Üllői út-iparvágány a Május 1. térig. |
| 176 | Szemlőhegy                   | Budapest II. kerülete          | 2753            | | Barlang utca a Ferenchegyi úttól-Felső Zöldmáli út-Alsó Zöldmáli út-Pusztaszeri út-Felhévízi utca és a belőle délnek futó sétány-Kavics utca-Vérhalom utca-Vérhalom tér keleti és északi oldalán álló épületek-Cimbalom utca-Pusztaszeri út-Ferenchegyi út a Barlang utcáig. |
| 177 | Szent Imre-kertváros         | Budapest XVIII. kerülete       | 5471            | | Üllői út a Körös utcai iparvágánytól-Béke tér-Királyhágó utca-Flór Ferenc utca-Körös utcai iparvágány az Üllői útig. |
| 178 | Szentimreváros               | Budapest XI. kerülete          | 10 914          | | Ménesi út az Alsóhegy utcától-Mányoki út-Kelenhegyi út-Szent Gellért tér-Bartók Béla út-Móricz Zsigmond körtér-Fehérvári út-Bocskai út-Karolina út-Alsóhegy utca a Ménesi útig. |
| 179 | Szent Lőrinc-lakótelep       | Budapest XVIII. kerülete       | 4310            | | Margó Tivadar utca a Baross utcától-Sallai Imre utca-Kolozsvár utca-Baross utca a Margó Tivadar utcáig. |
| 180 | Széphalom                    | Budapest II. kerülete          | 2891            | | Hidegkúti út a Máriaremetei úttól-Kossuth Lajos utca-Pinceszer utca-Kökény utca-Áchim András utca-Máriaremetei út a Hidegkúti útig. |
| 181 | Szépilona                    | Budapest II. kerülete          | 1003            | | Budenz út a Kuruclesi úttól-Bognár utca-Hűvösvölgyi út-Budakeszi út-Kuruclesi út a Budenz útig. |
| 182 | Szépvölgy                    | Budapest II. kerülete          | 173             | | A főváros 1949. december 31-ei határa a Görgényi úttól (161-155. számú határkövek között, a 15945, 15948, 15947, 15948/2, 15951 helyrajzi számú telkek nyugati határvonala, 11952-11968 helyrajzi számú telkek északi határvonala) a II. és III. kerület közigazgatási határa -Hármashatárhegyi út-Glück Frigyes út-Látóhegyi út-Görgényi út a főváros 1949. december 31-ei határáig. |
| 183 | Tabán                        | Budapest I.                    | 753             | 2012. december 12-én területe lecsökkent az I. kerületre                                                                                 | A várfal a Dózsa György tér 9.-től a Nagy Rondella kapujáig-a Nagy Rondellától délnek futó lépcsős sétány-Sándor Móric lépcső-Ybl Miklós tér déli oldala-Duna folyam-I. és XI. kerület határa (merőlegesen a Duna vonaláig)-Citadella északi sétány-e sétány és a Szirtes út elágazásánál északnak futó sétány az Orom utcáig -Orom utca-Sánc utca-Hegyalja úti kereszteződés-Czakó utca-Gellérthegy utca-Pásztor lépcső-Dózsa György tér. |
| 184 | Téglagyárdűlő                | Budapest X. kerülete           | 1031            | | Jászberényi út a Maglódi úttól-Kozma utca-Sírkert út-Maglódi út a Jászberényi útig. |
| 185 | Terézváros                   | Budapest VI. kerülete          | 44 137          | | Dózsa György út a MÁV váci vonalának felüljárójától-Városligeti fasor-Lövölde tér-Király utca-Deák Ferenc tér-Bajcsy-Zsilinszky út-Nyugati tér-Váci út-Lehel utca-Bulcsú utca a Bulcsú utcai vasúti aluljáróig-a MÁV terület északnyugati határvonalát követve halad a Dózsa György úti felüljáróig. |
| 186 | Tisztviselőtelep             | Budapest VIII. kerülete        | 3756            | | Orczy út-Vajda Péter utca-Könyves Kálmán körút-Üllői út. |
| 187 | Törökőr                      | Budapest XIV. kerülete         | 15 170          | | Thököly út a Hungária körúttól-Róna utca-Kerepesi út-Hungária körút a Thököly útig. |
| 188 | Törökvész                    | Budapest II. kerülete          | 13 378          | | Nagybányai lépcső a Csalán úttól-Nagybányai út-Törökvész út-Kapy utca-Gárdonyi Géza út-Endrődi köz-Endrődi Sándor utca-Bimbó út-Alvinci út-Garas utca-Trombitás út-Lorántffy Zsuzsanna út-Herman Ottó út-Radna utca-Pasaréti út-Cirok utca-Battai út-Csalán út a Nagybányai lépcsőig. |
| 189 | Újhegy                       | Budapest X. kerülete           | 16 464          | | Maglódi út a Sibrik Miklós úttól-a X. és XVIII. kerület közigazgatási határa-a MÁV szolnoki vonala-Sibrik Miklós út a Maglódi útig. |
| 190 | Újlak                        | Budapest II. és III. kerülete  | 7041            | | II. kerület: Mikoviny utca a Folyondár utcától-az utcából keletnek futó lépcső a Doberdó útig-Doberdó út-Bécsi út-Nagyszombat utca-Duna folyam-Kavics utca és a belőle északnak futó kilátó út-Felhévízi utca-Pusztaszeri út-Szépvölgyi út-Folyondár utca a Mikoviny utcáig. III. kerület: Duna folyam-II. és III. kerület közigazgatási határa a Duna folyamtól-Folyondár utca-Folyóka utca-közterületi lépcső a Doberdó útig-Doberdó út-Bécsi út-Nagyszombat utca a Duna folyamig. |
| 191 | Újlipótváros                 | Budapest XIII. kerülete        | 36 347          | | Dráva utca a Duna folyamtól-Váci út-Nyugati tér-Szent István körút és meghosszabbított vonala-Duna folyam a Dráva utcáig. |
| 192 | Újpalota                     | Budapest XV. kerülete          | 36 259          | | Szentmihályi út a Bánkút utcától-Rákospalotai határút-Vezseny utca-MÁV Körvasút-Drégelyvár utca-Madách utca-Hősök útja-Szerencs utca-Pörge utca délkeleti oldalán fekvő telkek délkeleti oldalát összekötő vonal-Gazdálkodó út-Bánkút utca a Szentmihályi útig. |
| 193 | Újpest                       | Budapest IV. kerülete          | 74 116          | | Rév utca a Duna folyamtól-Váci út-Fóti út-a MÁV váci vonala-Árpád út-Istvántelki út-Elem utca-Bécsi utca-Madridi utca-Dugonics utca-Újpalotai út-a MÁV esztergomi vonala-Duna folyam a Rév utcáig. |
| 194 | Újpéteritelep                | Budapest XVIII. kerülete       | 10 162          | | Kettős-Körös utca a MÁV lajosmizsei vonalától-Oszkó utca-Szálfa utca-Határ utca-Kapocs utca-a MÁV lajosmizsei vonala a Kettős-Körös utcáig. |
| 195 | Vár                          | Budapest I. kerülete           | 2518            | | A várfal a Bécsi kaputól keleti irányban kiindulva az óramutató járásával megegyező lefutásban a Bécsi kapuig. |
| 196 | Városliget                   | Budapest XIV. kerülete         | 113             | | Vágány utca-Hungária körút-Kacsóh Pongrác út-Hermina út-Ajtósi Dürer sor-Dózsa György út a Vágány utcáig. |
| 197 | Vérhalom                     | Budapest II. kerülete          | 4771            | | Törökvész út a Kapy utcától-Ferenchegyi út-Pusztaszeri út-Cimbalom utca-Vérhalom tér teljes területe az északi, keleti és déli épületeinek kivételével-Vérhalom utca-Alsó Törökvész út-Bogár utca-Endrődi Sándor utca-Endrődi köz-Gárdonyi Géza út-Kapy utca a Törökvész útig. |
| 198 | Virányos                     | Budapest XII. kerülete         | 3902            | | Budakeszi út a Kuruclesi úttól-Szilágyi Erzsébet fasor-Kútvölgyi út-Csermely lépcső-Csermely út-Zugligeti út -Kuruclesi út a Budakeszi útig. |
| 199 | Vizafogó                     | Budapest XIII. kerülete        | 15 878          | | Meder utca a Duna folyamtól-Váci út-Dráva utca-Duna folyam a Meder utcáig. |
| 200 | Víziváros                    | Budapest I. és II. kerülete    | 16 982          | | Duna folyam a Bem József tér déli oldalától-Ybl Miklós tér déli oldala-Sándor Móric lépcső-a lépcsős sétány a Nagy Rondelláig-a keleti várfal a Bécsi kapuig-Várfok utca-Vérmező út-Széna tér-Margit körút-Bem József utca-Bem József tér déli oldala a Duna folyamig. |
| 201 | Wekerletelep                 | Budapest XIX. kerülete         | 11 461          | | Ady Endre út a Határ úttól-a Bercsényi utca páros oldalán fekvő telkek délkeleti oldala-Nagykőrösi út-Határ út az Ady Endre útig. |
| 202 | Zöldmál                      | Budapest II. kerülete          | 3726            | | Csatárka út a Törökvész úttól-Szépvölgyi út-Pusztaszeri út-Alsó Zöldmáli út-Felső Zöldmáli út-Barlang utca-Ferenchegyi út-Törökvész út a Csatárka útig. |
| 203 | Zugliget                     | Budapest XII. kerülete         | 1364            | | Budakeszi út az Árnyas úttól-Kuruclesi út-Zugligeti út-Csermely út-Csermely lépcső-Béla király út-Alkony út-Mátyás király út-Tündérhegyi út-a Tündér-sziklát délről megkerülő turistaút-Remete út-Árnyas út a Budakeszi útig. |

## A városrészek listája a 2012-es átrendezés előtt
Az alábbi lista a 2007-es állapotokat tükrözi.

A XIV. kerület városrészei (8 db)

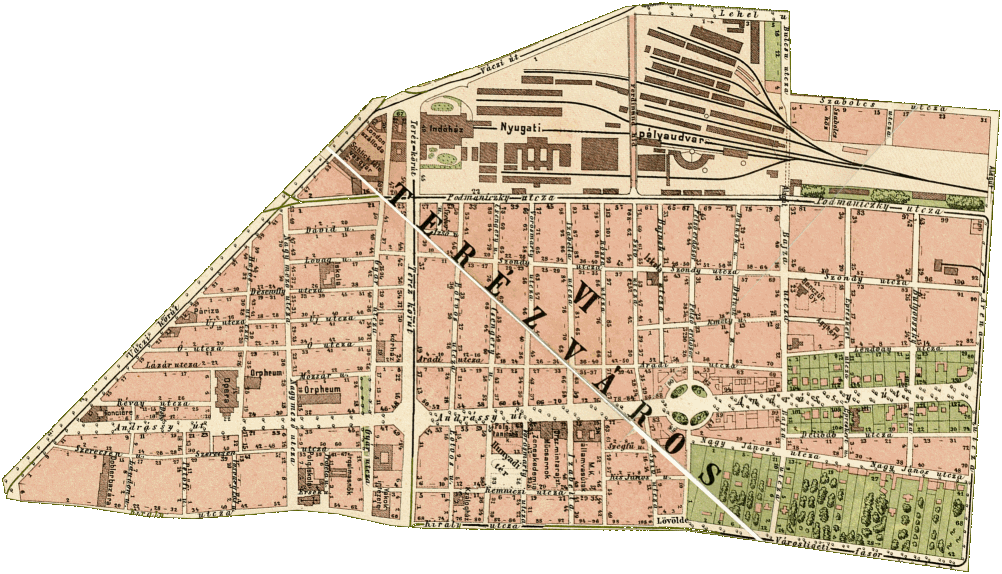
A mai Terézváros egy 1893-as térképen

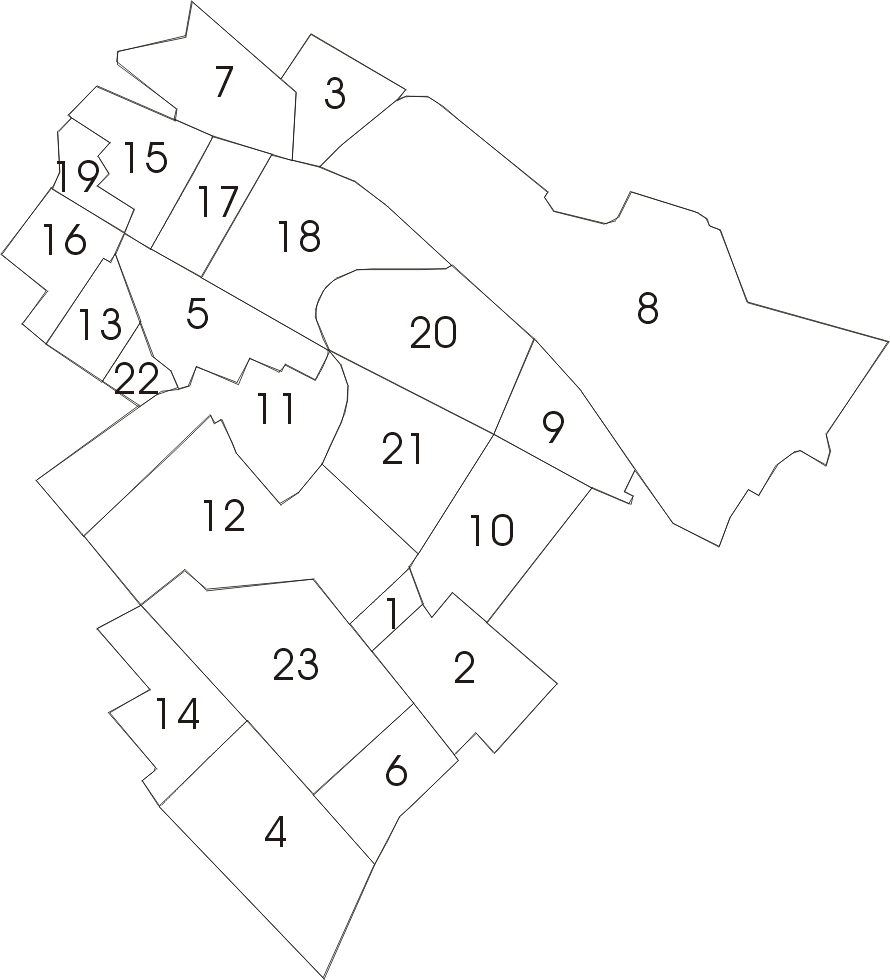
A XVIII. kerület városrészei (23 db)

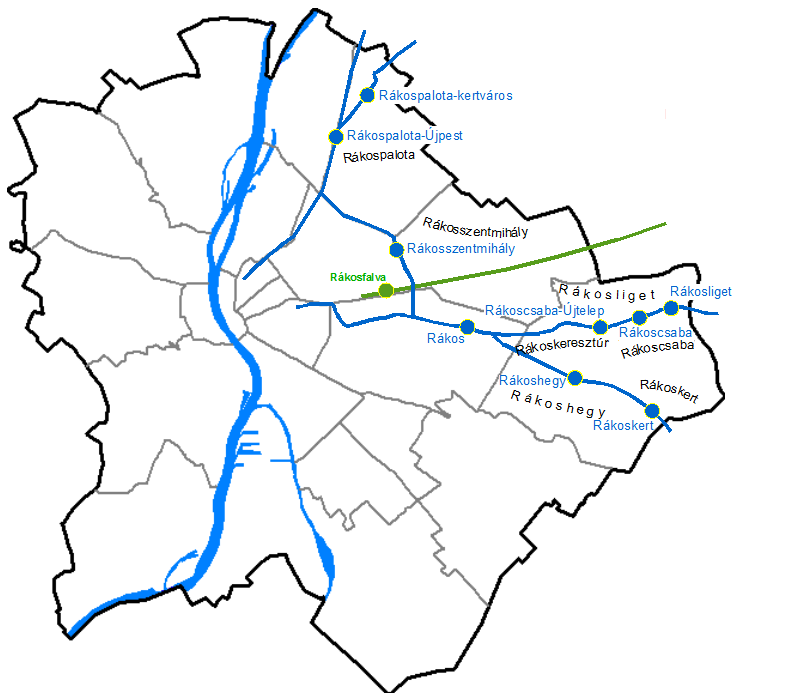
„Rákos” előtagú földrajzi nevek Budapest területén

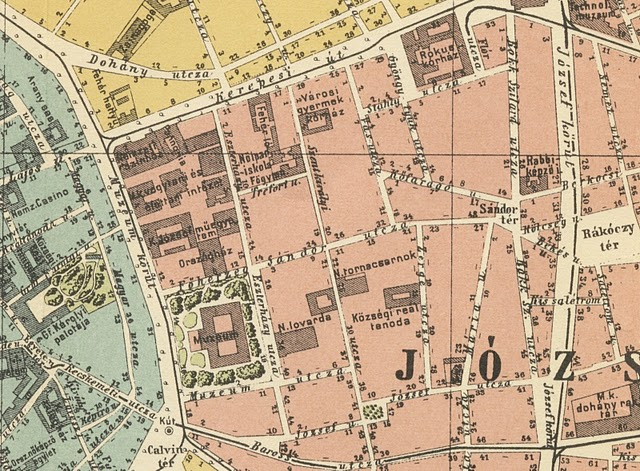
A Palotanegyedet 2007-ben jelölték ki

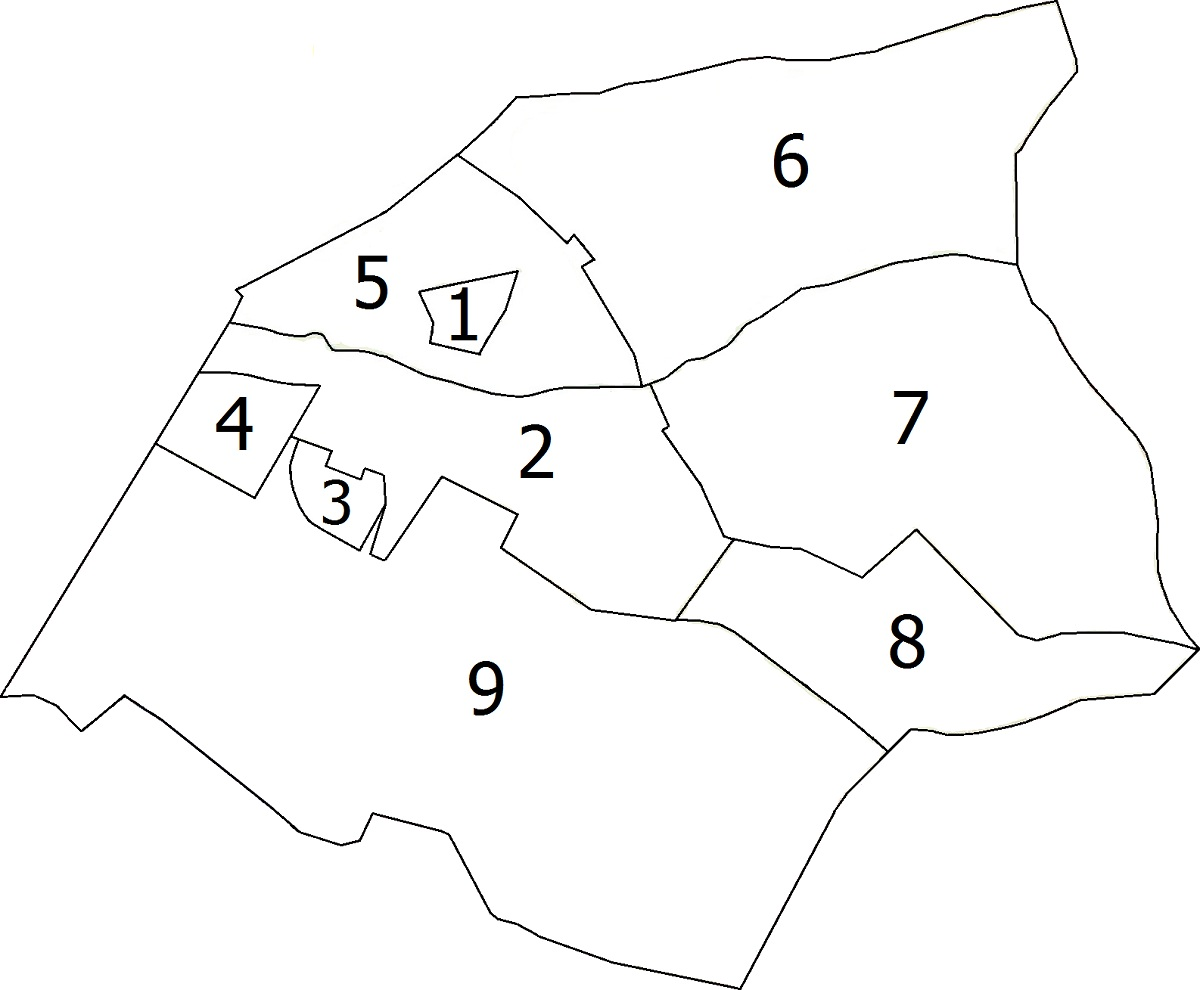
A XVII. kerület városrészei (9 db)

| Név                      | Kerület                                | Lakosság (2001)         | Megjegyzés                                                                  |
| ------------------------ | -------------------------------------- | ----------------------- | --------------------------------------------------------------------------- |
| Adyliget                 | Budapest II. kerülete                  | 856                     |                                                                             |
| Akadémiaújtelep          | Budapest XVII. kerülete                | 2895                    |                                                                             |
| Alacskai úti lakótelep   | Budapest XVIII. kerülete               | 2083                    | 2012. december 12-én új nevet kapott: Krepuska Géza-telep                   |
| Albertfalva              | Budapest XI. kerülete                  | 11 845                  |                                                                             |
| Almáskert                | Budapest XVIII. kerülete               | —                       |                                                                             |
| Alsórákos                | Budapest XIV. kerülete                 | 29 023                  |                                                                             |
| Angyalföld               | Budapest XIII. kerülete                | 62 006                  |                                                                             |
| Aquincum                 | Budapest III. kerülete                 | 761                     |                                                                             |
| Aranyhegy                | Budapest III. kerülete                 | 394                     | 2012. december 12-én kibővült, átalakult lásd: Aranyhegy-Ürömhegy-Péterhegy |
| Árpádföld                | Budapest XVI. kerülete                 | 6186                    |                                                                             |
| Baross Gábor-telep       | Budapest XXII. kerülete                | 3016                    |                                                                             |
| Békásmegyer              | Budapest III. kerülete                 | 38 169                  |                                                                             |
| Bélatelep                | Budapest XVIII. kerülete               | 1285                    |                                                                             |
| Belsőmajor               | Budapest XVIII. kerülete               | 1687                    |                                                                             |
| Belváros                 | Budapest V. kerülete                   | 12 244                  |                                                                             |
| Bókaytelep               | Budapest XVIII. kerülete               | 5093                    |                                                                             |
| Budafok                  | Budapest XXII. kerülete                | 26 782                  |                                                                             |
| Budakeszierdő            | Budapest II. és XII. kerülete          | 329                     |                                                                             |
| Budaliget                | Budapest II. kerülete                  | 2448                    |                                                                             |
| Budatétény               | Budapest XXII. kerülete                | 10 705                  |                                                                             |
| Cinkota                  | Budapest XVI. kerülete                 | 6587                    |                                                                             |
| Csatárka                 | Budapest II. kerülete                  | 1666                    |                                                                             |
| Csepel-Belváros          | Budapest XXI. kerülete                 | 10 461                  |                                                                             |
| Csepel-Kertváros         | Budapest XXI. kerülete                 | 5745                    |                                                                             |
| Csepel-Ófalu             | Budapest XXI. kerülete                 | 913                     |                                                                             |
| Csepel-Rózsadomb         | Budapest XXI. kerülete                 | 777                     |                                                                             |
| Csepel-Szabótelep        | Budapest XXI. kerülete                 | 7485                    |                                                                             |
| Csillaghegy              | Budapest III. kerülete                 | 10 748                  |                                                                             |
| Csillagtelep             | Budapest XXI. kerülete                 | 18 527                  | 2012. december 12-én új nevet kapott: Csepel-Csillagtelep                   |
| Csillebérc               | Budapest XII. kerülete                 | 252                     |                                                                             |
| Csúcshegy                | Budapest III. kerülete                 | 410                     |                                                                             |
| Dobogó                   | Budapest XI. kerülete                  | —                       |                                                                             |
| Erdőalja                 | Budapest XXI. kerülete                 | 3430                    | 2012. december 12-én új nevet kapott: Csepel-Erdőalja                       |
| Erdőskert                | Budapest XVIII. kerülete               | 1972                    |                                                                             |
| Erdősor                  | Budapest XXI. kerülete                 | 9992                    | 2012. december 12-én új nevet kapott: Csepel-Erdősor                        |
| Erzsébetfalva            | Budapest XX. kerülete                  | 36 045                  |                                                                             |
| Erzsébetliget            | Budapest II. kerülete                  | 760                     |                                                                             |
| Erzsébettelek            | Budapest II. kerülete                  | 531                     |                                                                             |
| Erzsébettelep            | Budapest XVIII. kerülete               | 3565                    |                                                                             |
| Erzsébetváros            | Budapest VII. kerülete                 | 62 092                  |                                                                             |
| Farkasrét                | Budapest XII. kerülete                 | —                       |                                                                             |
| Farkasvölgy              | Budapest XII. kerülete                 | 1311                    |                                                                             |
| Felhévíz                 | Budapest II. kerülete                  | 2298                    |                                                                             |
| Felsőrákos               | Budapest X. kerülete                   | 9283                    |                                                                             |
| Ferencváros              | Budapest IX. kerülete                  | 46 537                  | 2012. december 21-én megszűnt, feldarabolták                                |
| Ferihegy                 | Budapest XVIII. kerülete               | 706                     |                                                                             |
| Filatorigát              | Budapest III. kerülete                 | 8738                    | 2012. december 21-én megszűnt                                               |
| Ganzkertváros            | Budapest XVIII. kerülete               | 2906                    |                                                                             |
| Ganztelep                | Budapest XVIII. kerülete               | 3745                    |                                                                             |
| Gazdagrét                | Budapest XI. kerülete                  | 11 929                  |                                                                             |
| Gellérthegy              | Budapest I. és XI. kerülete            | 7197                    |                                                                             |
| Gercse                   | Budapest II. kerülete                  | 112                     |                                                                             |
| Gloriett-telep           | Budapest XVIII. kerülete               | 6951                    |                                                                             |
| Gubacs                   | Budapest XX. kerülete                  | 1680                    |                                                                             |
| Gubacsidűlő              | Budapest IX. kerülete                  | 1096                    | 2012. december 12-én megszűnt                                               |
| Gubacsipuszta            | Budapest XX. kerülete                  | 10 250                  |                                                                             |
| Gyárdűlő                 | Budapest X. kerülete                   | 6968                    |                                                                             |
| Gyártelep                | Budapest XXI. kerülete                 | 2403                    | 2012. december 12-én új nevet kapott: Csepel-Gyártelep                      |
| Halmierdő                | Budapest XVIII. kerülete               | 41                      |                                                                             |
| Hármashatárhegy          | Budapest III. kerülete                 | 281                     |                                                                             |
| Háros                    | Budapest XXI. kerülete                 | 1653                    | 2012. december 12-én új nevet kapott: Csepel-Háros                          |
| Hársakalja               | Budapest II. kerülete                  | 1524                    |                                                                             |
| Hárshegy                 | Budapest II. kerülete                  | 654                     |                                                                             |
| Havannatelep             | Budapest XVIII. kerülete               | 17 337                  |                                                                             |
| Herminamező              | Budapest XIV. kerülete                 | 12 264                  |                                                                             |
| Hosszúrét                | Budapest XI. kerülete                  | 152                     |                                                                             |
| Hűvösvölgy               | Budapest II. kerülete                  | 1326                    |                                                                             |
| Infopark                 | Budapest XI. kerülete                  | —                       |                                                                             |
| Istenhegy                | Budapest XII. kerülete                 | 4290                    |                                                                             |
| Istvánmező               | Budapest VII., VIII., és XIV. kerülete | 11 794                  |                                                                             |
| Istvántelek              | Budapest IV. kerülete                  | 1301                    |                                                                             |
| Jánoshegy                | Budapest XII. kerülete                 | 405                     |                                                                             |
| József Attila-lakótelep  | Budapest IX. kerülete                  | 15 362                  |                                                                             |
| Józsefváros              | Budapest VIII. kerülete                | 73 636                  | 2012. december 12-én megszűnt, feldarabolták                                |
| Kamaraerdő               | Budapest XI. kerülete                  | 407                     |                                                                             |
| Káposztásmegyer          | Budapest IV. kerülete                  | 23 055                  |                                                                             |
| Kaszásdűlő               | Budapest III. kerülete                 | 8399                    |                                                                             |
| Kelenföld                | Budapest XI. kerülete                  | 53 332                  |                                                                             |
| Kelenvölgy               | Budapest XI. kerülete                  | 3447                    |                                                                             |
| Kerepesdűlő              | Budapest VIII. kerülete                | 4369                    |                                                                             |
| Keresztúridűlő           | Budapest X. kerülete                   | 2255                    |                                                                             |
| Királyerdő               | Budapest XXI. kerülete                 | 15 917                  | 2012. december 12-én új nevet kapott: Csepel-Királyerdő                     |
| Királymajor              | Budapest XXI. kerülete                 | 3589                    | 2012. december 12-én új nevet kapott: Csepel-Királymajor                    |
| Kispest                  | Budapest XIX. kerülete                 | 52 349                  |                                                                             |
| Kissvábhegy              | Budapest XII. kerülete                 | 3802                    |                                                                             |
| Kiszugló                 | Budapest XIV. kerülete                 | 29 292                  |                                                                             |
| Kossuthfalva             | Budapest XX. kerülete                  | 3803                    |                                                                             |
| Kossuth Ferenc-telep     | Budapest XVIII. kerülete               | 4334                    |                                                                             |
| Kőbánya-Kertváros        | Budapest X. kerülete                   | 1888                    |                                                                             |
| Kőérberek                | Budapest XI. kerülete                  | 282                     |                                                                             |
| Kővár                    | Budapest II. kerülete                  | 26                      |                                                                             |
| Krisztinaváros           | Budapest I. és XII. kerülete           | 23 689                  |                                                                             |
| Kurucles                 | Budapest II. kerülete                  | 5247                    |                                                                             |
| Kúttó                    | Budapest X. kerülete                   | 92                      |                                                                             |
| Kútvölgy                 | Budapest XII. kerülete                 | 5021                    |                                                                             |
| Lágymányos               | Budapest XI. kerülete                  | 19 741                  |                                                                             |
| Lakatostelep             | Budapest XVIII. kerülete               | 6730                    |                                                                             |
| Laposdűlő                | Budapest X. kerülete                   | 7824                    |                                                                             |
| Ligettelek               | Budapest X. kerülete                   | 6134                    |                                                                             |
| Lipótmező                | Budapest II. kerülete                  | 412                     |                                                                             |
| Lipótváros               | Budapest V. kerülete                   | 16 704                  |                                                                             |
| Liptáktelep              | Budapest XVIII. kerülete               | 3242                    |                                                                             |
| Lónyaytelep              | Budapest XVIII. kerülete               | 2501                    |                                                                             |
| Madárdomb                | Budapest XVII. kerülete                | 3595                    |                                                                             |
| Madárhegy                | Budapest XI. kerülete                  | 22                      |                                                                             |
| Magasút                  | Budapest XII. kerülete                 | 635                     |                                                                             |
| Margitsziget             | Budapest XIII. kerülete                | 1                       |                                                                             |
| Máriaremete              | Budapest II. kerülete                  | 4063                    |                                                                             |
| Mártonhegy               | Budapest XII. kerülete                 | 3610                    |                                                                             |
| Mátyásföld               | Budapest XVI. kerülete                 | 19 869                  |                                                                             |
| Mátyáshegy               | Budapest III. kerülete                 | 2227                    | 2012. december 12-én megszűnt                                               |
| Megyer                   | Budapest IV. kerülete                  | 4733                    |                                                                             |
| Miklóstelep              | Budapest XVIII. kerülete               | 3064                    |                                                                             |
| Millenniumtelep          | Budapest XXIII. kerülete               | 669                     |                                                                             |
| Mocsárosdűlő             | Budapest III. kerülete                 | 1056                    |                                                                             |
| Nádorkert                | Budapest XI. kerülete                  | —                       |                                                                             |
| Nagytétény               | Budapest XXII. kerülete                | 12 045                  |                                                                             |
| Nagyzugló                | Budapest XIV. kerülete                 | 11 644                  |                                                                             |
| Németvölgy               | Budapest XII. kerülete                 | 12 983                  |                                                                             |
| Népliget                 | Budapest X. kerülete                   | 37                      |                                                                             |
| Népsziget                | Budapest IV. és XIII. kerülete         | 121                     |                                                                             |
| Nyék                     | Budapest II. kerülete                  | 565                     |                                                                             |
| Óbuda                    | Budapest III. kerülete                 | 33 836                  |                                                                             |
| Óbudaisziget             | Budapest III. kerülete                 | 1                       |                                                                             |
| Óhegy                    | Budapest X. kerülete                   | 28 876                  |                                                                             |
| Orbánhegy                | Budapest XII. kerülete                 | 6074                    |                                                                             |
| Országút                 | Budapest II. kerülete                  | 11 740                  |                                                                             |
| Őrmező                   | Budapest XI. kerülete                  | 7660                    |                                                                             |
| Örsöd                    | Budapest XI. kerülete                  | 902                     |                                                                             |
| Pacsirtatelep            | Budapest XX. kerülete                  | 11 756                  |                                                                             |
| Pálvölgy                 | Budapest II. kerülete                  | 1644                    |                                                                             |
| Pasarét                  | Budapest II. kerülete                  | 5519                    |                                                                             |
| Pesthidegkút-Ófalu       | Budapest II. kerülete                  | 1959                    |                                                                             |
| Pestújhely               | Budapest XV. kerülete                  | 10 571                  |                                                                             |
| Péterhegy                | Budapest XI. kerülete                  | 715                     |                                                                             |
| Petneházyrét             | Budapest II. kerülete                  | 127                     |                                                                             |
| Pösingermajor            | Budapest XI. kerülete                  | 523                     |                                                                             |
| Rákoscsaba               | Budapest XVII. kerülete                | 13 487                  |                                                                             |
| Rákoscsaba-Újtelep       | Budapest XVII. kerülete                | 11 029                  |                                                                             |
| Rákosfalva               | Budapest XIV. kerülete                 | 16 281                  |                                                                             |
| Rákoshegy                | Budapest XVII. kerülete                | 9799                    |                                                                             |
| Rákoskeresztúr           | Budapest XVII. kerülete                | 26 843                  |                                                                             |
| Rákoskert                | Budapest XVII. kerülete                | 7639                    |                                                                             |
| Rákosliget               | Budapest XVII. kerülete                | 3538                    |                                                                             |
| Rákospalota              | Budapest XV. kerülete                  | 38 402                  |                                                                             |
| Rákosszentmihály         | Budapest XVI. kerülete                 | 23 098                  |                                                                             |
| Régiakadémiatelep        | Budapest XVII. kerülete                | 1164                    |                                                                             |
| Remetehegy               | Budapest III. kerülete                 | 2279                    | 2012. december 12-én megszűnt                                               |
| Remetekertváros          | Budapest II. kerülete                  | 2771                    |                                                                             |
| Rendessytelep            | Budapest XVIII. kerülete               | 1763                    |                                                                             |
| Rézmál                   | Budapest II. kerülete                  | 1566                    |                                                                             |
| Rómaifürdő               | Budapest III. kerülete                 | 12 681                  |                                                                             |
| Rózsadomb                | Budapest II. kerülete                  | 4892                    |                                                                             |
| Sasad                    | Budapest XI. kerülete                  | 14 389                  |                                                                             |
| Sashalom                 | Budapest XVI. kerülete                 | 15 288                  |                                                                             |
| Sashegy                  | Budapest XI. és XII. kerülete          | 4865                    |                                                                             |
| Solymárvölgy             | Budapest III. kerülete                 | 112                     |                                                                             |
| Soroksár                 | Budapest XXIII. kerülete               | 13 985                  |                                                                             |
| Soroksár-Újtelep         | Budapest XXIII. kerülete               | 6043                    |                                                                             |
| Spanyolrét               | Budapest XI. kerülete                  | —                       |                                                                             |
| Svábhegy                 | Budapest XII. kerülete                 | 2474                    |                                                                             |
| Szabótelep               | Budapest XX. kerülete                  | 1761                    |                                                                             |
| Széchenyihegy            | Budapest XII. kerülete                 | 2756                    |                                                                             |
| Székesdűlő               | Budapest IV. kerülete                  | 287                     |                                                                             |
| Szemeretelep             | Budapest XVIII. kerülete               | 7405                    |                                                                             |
| Szemlőhegy               | Budapest II. kerülete                  | 2753                    |                                                                             |
| Szent Imre-kertváros     | Budapest XVIII. kerülete               | 5471                    |                                                                             |
| Szentimreváros           | Budapest XI. kerülete                  | 10 914                  |                                                                             |
| Szent Lőrinc-telep       | Budapest XVIII. kerülete               | 4310                    |                                                                             |
| Széphalom                | Budapest II. kerülete                  | 2891                    |                                                                             |
| Szépilona                | Budapest II. kerülete                  | 1003                    |                                                                             |
| Szépvölgy                | Budapest II. kerülete                  | 173                     |                                                                             |
| Szigetcsúcs              | Budapest XXI. kerülete                 | 90                      | 2012. december 12-én új nevet kapott: Csepel-Szigetcsúcs                    |
| Tabán                    | Budapest I. és XI. kerülete            | 753                     |                                                                             |
| Táborhegy                | Budapest III. kerülete                 | 2372                    | 2012. december 12-én megszűnt                                               |
| Téglagyárdűlő            | Budapest X. kerülete                   | 1031                    |                                                                             |
| Terézváros               | Budapest VI. kerülete                  | 44 137                  |                                                                             |
| Testvérhegy              | Budapest III. kerülete                 | 2848                    | 2012. december 12-én megszűnt                                               |
| Tisztviselőtelep         | Budapest VIII. kerülete                | 3756                    |                                                                             |
| Törökkő                  | Budapest III. kerülete                 | 1768                    | 2012. december 12-én megszűnt                                               |
| Törökőr                  | Budapest XIV. kerülete                 | 15 170                  |                                                                             |
| Törökvész                | Budapest II. kerülete                  | 13 378                  |                                                                             |
| Újhegy                   | Budapest X. kerülete                   | 16 464                  |                                                                             |
| Újlak                    | Budapest II. és III. kerülete          | 7041                    |                                                                             |
| Újlipótváros             | Budapest XIII. kerülete                | 36 347                  |                                                                             |
| Újpalota                 | Budapest XV. kerülete                  | 36 259                  |                                                                             |
| Újpest                   | Budapest IV. kerülete                  | 74 116                  |                                                                             |
| Újpéteritelep            | Budapest XVIII. kerülete               | 10 162                  |                                                                             |
| Ürömhegy                 | Budapest III. kerülete                 | 782                     | 2012. december 12-én megszűnt                                               |
| Vár                      | Budapest I. kerülete                   | 2518                    |                                                                             |
| Városliget               | Budapest XIV. kerülete                 | 113                     |                                                                             |
| Vérhalom                 | Budapest II. kerülete                  | 4771                    |                                                                             |
| Virányos                 | Budapest XII. kerülete                 | 3902                    |                                                                             |
| Vizafogó                 | Budapest XIII. kerülete                | 15 878                  |                                                                             |
| Víziváros                | Budapest I. és II. kerülete            | 16 982                  |                                                                             |
| Wekerletelep             | Budapest XIX. kerülete                 | 11 461                  |                                                                             |
| Zöldmál                  | Budapest II. kerülete                  | 3726                    |                                                                             |
| Zugliget                 | Budapest XII. kerülete                 | 1364                    |                                                                             |
| 198 városrész (2007-ben) | 23 kerület                             | 1 777 921 fő (2001-ben) |                                                                             |